# Anime
Anime (Nhật: アニメ Hepburn: Anime, [a.ni.me] ⓘ) là thuật ngữ tiếng Nhật mô tả các loại hoạt hình vẽ tay và máy tính có nguồn gốc từ Nhật Bản hoặc có sự gắn kết mật thiết với Nhật Bản. Bên ngoài Nhật Bản, thuật ngữ này thường được sử dụng nhằm ám chỉ tính đặc trưng và riêng biệt của hoạt hình Nhật Bản hoặc như một phong cách hoạt hình phổ biến tại Nhật Bản thường được vẽ nên bởi đồ họa tràn đầy màu sắc, các nhân vật sống động và những chủ đề tuyệt vời.
Hoạt hình Nhật Bản giao thương rất sớm từ năm 1917 và quá trình sản xuất các tác phẩm anime tại Nhật Bản kể từ đó vẫn tiếp tục tăng đều đặn. Phong cách nghệ thuật anime đặc trưng được nổi bật trong những năm 1960 với các tác phẩm của Tezuka Osamu trước khi nhanh chóng lan rộng ra quốc tế trong những năm ở cuối thế kỷ 20 và dần phát triển thành một lượng lớn khán giả người Nhật và quốc tế. Anime được phân phối tại các rạp chiếu phim, phát sóng qua hệ thống đài truyền hình, xem trực tiếp từ phương tiện truyền thông tại nhà và trên internet. Nó được phân loại thành nhiều thể loại hướng đến các mục đích đa dạng và những đối tượng khán giả thích hợp.
Anime là một phương tiện đa dạng kết hợp kết hợp phương pháp sản xuất đặc biệt thích ứng cùng công nghệ mới nổi. Nó là sự kết hợp giữa nghệ thuật đồ họa, phương thức mô tả nhân vật, kỹ thuật dựng phim, trí tưởng tượng và chủ nghĩa cá nhân. So với hoạt hình phương tây, sản xuất anime thường ít tập trung vào chuyển động mà thay vào đó là các kĩ thuật như dựng phim, lia máy hay chụp góc. Một số phong cách nghệ thuật khác như tỉ lệ nhân vật hay đặc điểm trong thể loại này đa dạng với đặc trưng những đôi mắt to và có hồn.
Năm 2015, ngành công nghiệp anime Nhật Bản có khoảng 662 xưởng phim hoạt hình trong đó có một số những cái tên nổi tiếng trong ngành như Kyoto Animation, Ghibi, Toei Animation hay A-1 Pictures. Mặc dù chỉ chiếm một thị phần nhỏ trong thị trường phim nội địa tại Nhật Bản nhưng lại đem đến một thị phần khá lớn doanh thu băng đĩa tại quốc gia này. Sự gia tăng trong văn hóa đại chúng quốc tế dẫn đến nhiều phim hoạt hình không phải của người Nhật sử dụng phong cách anime, những tác phẩm này thường được miêu tả như hoạt hình chịu ảnh hưởng từ anime hơn là anime đúng nghĩa. Tính đến năm 2016, anime chiếm 60% các phim hoạt hình truyền hình trên toàn thế giới.

## Từ nguyên
Anime là một hình thái nghệ thuật, hoạt họa đặc trưng bao gồm các thể loại được xây dựng trong điện ảnh nhưng bản thân anime cũng thường bị phân loại nhầm lẫn như một thể loại. Trong tiếng Nhật, thuật ngữ anime được sử dụng như một thuật ngữ cây dù để đề cập đến tất cả các dạng phim hoạt hình trên thế giới. Nhưng trong tiếng Anh, anime (/ˈænəˌmeɪ/) được dùng trong phạm vi giới hạn hơn để chỉ "phim điện ảnh hoặc giải trí truyền hình theo phong cách Nhật Bản" hoặc như "một phong cách hoạt hình được sáng tạo tại Nhật Bản".
Từ nguyên học của từ "anime" đã gây ra nhiều tranh luận. Trong tiếng Nhật, thuật ngữ "animation" tiếng Anh được viết bằng chữ katakana dưới dạng アニメーション (animēshon, phát âm là [animeːɕoɴ]) và là アニメ(anime) trong cách viết ngắn gọn. Một vài nguồn tin nói rằng anime bắt nguồn từ thuật ngữ tiếng Pháp về hoạt họa là dessin animé, nhưng một số nguồn tin khác cho rằng thông tin đó là không xác thực bắt nguồn từ sự phổ biến truyền thông đại chúng tại Pháp trong cuối thập niên 1970 và thập niên 1980.
Trong tiếng Anh, khi anime được dùng như một danh từ chung thì chức năng của nó như một danh từ không đếm được. (Ví dụ "Do you watch anime? (Bạn đã xem anime chưa?)" hay "How much anime have you collected? (Bạn đã sưu tập được bao nhiêu anime?"). Trước khi thuật ngữ anime được sử dụng, Japanimation là thuật ngữ được dùng phổ biến trong khoảng thời gian từ thập niên 1970 cho đến thập niên 1980 trước khi được anime dần thay thế. Còn trong hiện tại, thuật ngữ này chỉ xuất hiện trong các tác phẩm đương đại hiện nay nhằm phân biệt các loại hoạt hình khác với hoạt hình Nhật Bản.
Từ "anime" cũng đã từng nhiều lần bình phẩm như vào năm 1987, khi Miyazaki Hayao, nhà đồng sáng lập xưởng phim hoạt hình Ghibi, phát biểu rằng ông xem thường từ bị cắt xén "anime" bởi vì với ông thì nó thể hiện sự hoang tàn của ngành công nghiệp này. Ông đã đặt ngang hàng sự hoang tàn đó với các họa sĩ diễn hoạt thiếu động lực và các sản phẩm thái quá chủ nghĩa biểu hiện được sản xuất hàng loạt, dựa vào một biểu tượng học cố định của biểu cảm khuôn mặt cùng những phân cảnh hành động bị kéo dài và phóng đại quá mức nhưng lại thiếu đi chiều sâu và sự tinh tế bên trong do họ không cố gắng truyền đạt cảm xúc hoặc suy nghĩ.
Giáo sư Marc Yamada định nghĩa hoạt hình là "một phương tiện truyền thông gồm những hình ảnh được xử lý để xuất hiện như những hình ảnh chuyển động" và liên tục được mở rộng với những tiến bộ công nghệ trong suốt 100 năm qua; ngược lại, anime là một phong cách hoạt hình đặc trưng, hoàn toàn bị ảnh hưởng bởi "tiếp thị và buôn bán nước ngoài, một sự thay đổi dựa vào người hâm mộ và những thành tựu công nghệ tại Nhật Bản". Còn với giáo sư Ian Condry, ông cho rằng sự thành công toàn cầu của anime là "sự phát triển từ năng lượng xã hội tập thể với hoạt động giao thoa giữa các ngành công nghiệp như điện ảnh, truyền hình, manga, đồ chơi và các buôn bán cấp phép khác, kết nối giữa những người hâm mộ với các nhà sáng tạo anime." Theo ông, chính những năng lượng xã hội tập thể này là linh hồn của anime.

## Định dạng
Định dạng đầu tiên của anime là hình thức chiếu rạp mà khởi đầu trước tiên với các sản phẩm thương mại vào năm 1917. Các tập sách lật được hoạt họa ban đầu thô và được yêu cầu phối nhạc trước khi thêm phần âm thanh và giọng hát để sản xuất. Vào ngày 14 tháng 7 năm 1958, Nippon TV đã phát sóng Mogura no Abanchūru với phiên bản vừa là phim anime màu đầu tiên và truyền hình đầu tiên ra mắt. Mãi cho đến thập niên 1960 khi các loạt phim truyền hình dài tập đầu tiên được phát sóng và định dạng truyền hình là một phương tiện phổ biến kể từ đó. Các tác phẩm đã được phát hành trong một định dạng video trực tiếp với tên gọi "original video animation" (OVA) hoặc "original video animation" (OAV); và thường không phát hành tại rạp chiếu phim hoặc truyền hình trước khi phát hành trên các phương tiện tại gia. Sự xuất hiện của internet đã khiến một số họa sĩ diễn hoạt phân phối các tác phẩm trực tuyến trong một định dạng gọi là "original net anime" (ONA).
Phân phối băng đĩa tại gia trong việc phát hành anime đã được phổ biến rộng rãi vào thập niên 1980 với các định dạng VHS và đĩa lade. Định dạng video NTSC VHS được sử dụng tại Nhật Bản và Hoa Kỳ đã được công nhận, cũng như hỗ trợ sự gia tăng tính đại chúng của anime trong thập niên 1990. Các định dạng VHS và đĩa lade đã bị định dạng DVD vượt qua nhờ cung cấp nhiều ưu điểm độc đáo, bao gồm nhiều phụ đề tích hợp và nhiều kênh thoại lồng tiếng trên cùng một đĩa phim. Định dạng DVD cũng có những hạn chế trong sử dụng mã hóa vùng được ngành công nghiệp anime chấp nhận để giải quyết việc cấp phép, các vấn đề vi phạm bản quyền và xuất khẩu, cũng như giới hạn khu vực được chỉ định trên đầu đĩa DVD. Định dạng Video CD (VCD) rất phổ biến tại Hồng Kông và Đài Loan, nhưng chỉ là một định dạng ít phổ biến tại Hoa Kỳ được liên kết chặt chẽ với các bản sao lậu.

## Lịch sử

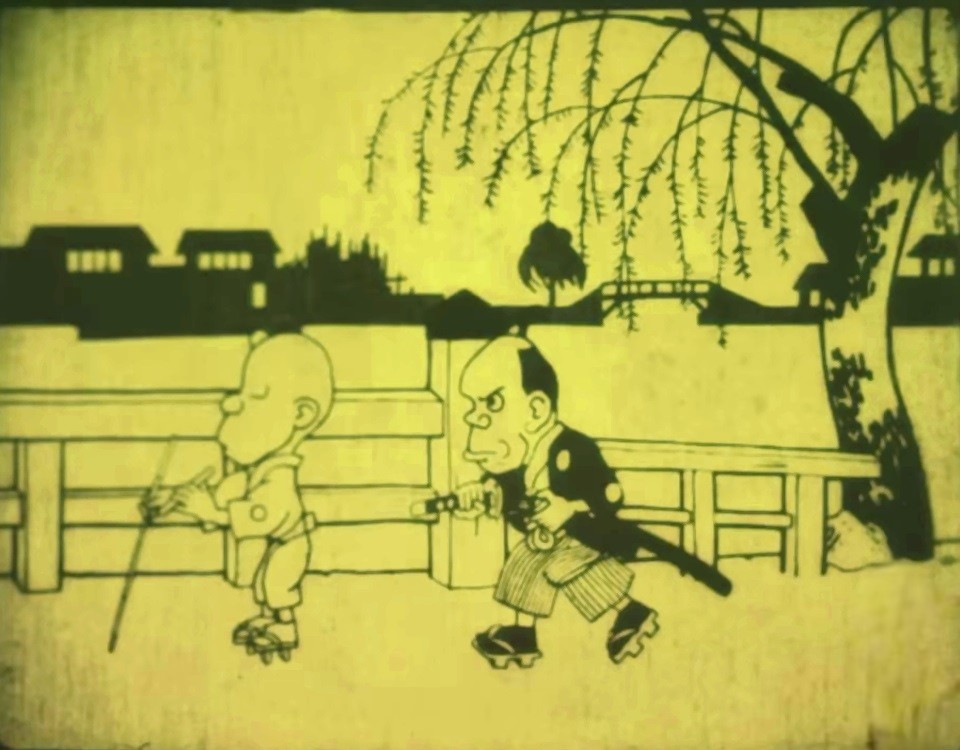
Một cảnh trong Namakura Gatana, phim hoạt hình ngắn Nhật Bản chiếu rạp còn tồn tại lâu nhất, sản xuất năm 1917.

Hoạt hình Nhật Bản bắt đầu hình thành vào những năm đầu của thế kỷ 20, khi các nhà làm phim Nhật Bản tiến hành thử nghiệm với các kỹ thuật hoạt hình đang được phát triển tiên phong tại Pháp, Đức, Hoa Kỳ và Nga. Một xác nhận cho rằng bộ phim hoạt hình Nhật Bản xuất hiện sớm nhất là Katsudō Shashin, một tác phẩm không công khai và chưa xác định được thời gian sản xuất do một tác giả vô danh thực hiện. Năm 1917, các tác phẩm chuyên nghiệp và được trình chiếu công khai bắt đầu xuất hiện. Nhiều họa sĩ diễn hoạt như Shimokawa Ōten và Kitayama Seitarō đã tạo ra nhiều tác phẩm; trong đó tác phẩm Namakura Gatana của Kōuchi Jun'ichi là bộ phim còn được lưu trữ lâu nhất, đó là một clip dài 2 phút mô tả một samurai đang thử một thanh kiếm mới mua vào các mục tiêu của anh ta nhưng phải chịu thất bại đau đớn. Đại thảm họa động đất Kantō 1923 dẫn đến sự tàn phá trên diện rộng các cơ sở hạ tầng tại Nhật Bản và nhà kho ở Shimokawa cũng đã bị phá hủy; do đó làm hủy hoại hầu hết các tác phẩm đầu tiên này.
Hoạt hình những năm 1930 đã được củng cố vững chắc tại Nhật Bản như một hình thức thay thế cho ngành công nghiệp phim người đóng. Nó đã chịu sự cạnh tranh từ các nhà sản xuất và những họa sĩ diễn hoạt nước ngoài; Ōfuji Noburō và Murata Yasuji vẫn tiếp tục làm hoạt hình cắt dán có giá thành rẻ hơn hoạt hình cel. Các tác giả khác như Masaoka Kenzō và Seo Mitsuyo đã tạo ra không ít những bước tiến lớn trong kỹ thuật hoạt hình, họ được hưởng lợi từ sự bảo trợ của chính phủ khi chính các họa sĩ diễn hoạt được thuê để sản xuất những bộ phim ngắn mang tính chất giáo dục và tuyên truyền. Anime phim nói đầu tiên là Chikara to Onna no Yo no Naka được sản xuất bởi Masaoka vào năm 1933. Năm 1940, các tổ chức của nhiều họa sĩ anime đã tăng lên, bao gồm Shin Mangaha Shudan và Shin Nippon Mangaka. Phim dài hoạt hình đầu tiên là Momotarō: Umi no Shinpei, được Seo đạo diễn vào năm 1944 cùng với sự tài trợ từ Hải quân Đế quốc Nhật Bản.

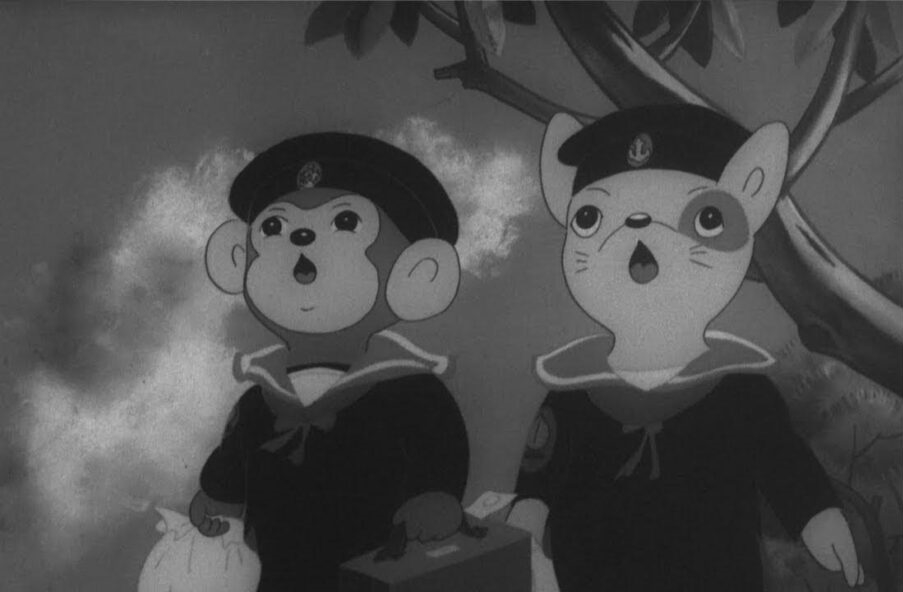
Một cảnh trong Momotaro's Divine Sea Warriors (1944), thước phim anime đầu tiên trên màn ảnh rộng.

Sự thành công từ phim dài Nàng Bạch Tuyết và bảy chú lùn (năm 1937) của Công ty Walt Disney đã ảnh hưởng sâu sắc đến nhiều họa sĩ diễn hoạt Nhật Bản. Trong những năm 1960, họa sĩ manga kiêm họa sĩ diễn hoạt Tezuka Osamu đã mô phỏng lại và giản lược hóa nhiều kỹ thuật hoạt hình của Walt Disney nhằm giảm bớt chi phí và giới hạn số khung hình trong quá trình sản xuất. Tezuka Osamu đã chủ định điều đó như một biện pháp tạm thời cho phép ông sản xuất các bộ phim trên một lịch trình chặt chẽ cùng với đội ngũ hoạt họa còn thiếu kinh nghiệm. Bộ phim Three Tales phát sóng năm 1960, là anime đầu tiên được chiếu trên truyền hình. Loạt anime theo tiêu chuẩn phim truyền hình đầu tiên là Otogi Manga Calendar, phát sóng từ năm 1961 đến năm 1964.
Những năm 1970 cho thấy sự phát triển đột biến mang tính đại chúng của manga, truyện đồ họa, sách tranh Nhật Bản; nhiều trong số đó đã được hoạt họa hóa sau này. Tác phẩm của Tezuka Osamu đã thu hút được sự chú ý: ông đã được gọi là một "huyền thoại" và "Thần manga". Tác phẩm của Tezuka Osamu và những người tiên phong khác trong lĩnh vực này đã truyền cảm hứng cho anime những đặc trưng và các thể loại mà vẫn còn ảnh hưởng đến các quy tắc cơ bản của hoạt hình hiện tại. Thể loại robot khổng lồ (hay còn được gọi là "mecha" bên ngoài Nhật Bản) là một ví dụ: căn bản dựa trên hình dáng robot trong tác phẩm của Tezuka Osamu, rồi sau đó được Nagai Go cùng những tác giả khác phát triển thành thành thể loại "Siêu Robot"; tiếp tục được Tomino Yoshiyuki cách mạng hóa vào cuối thập kỷ khi phát triển thành thể loại "Robot thực". Anime robot như loạt phim Gundam và Chōjikū yōsai Macross đã lập tức trở thành kinh điển trong những năm 1980, và thể loại anime robot tiếp tục là một trong những thể loại phổ biến tại Nhật Bản và trên toàn thế giới hiện tại. Thập niên 1980, anime đã được đón nhận nhiều hơn trong thị hiếu đại chúng tại Nhật Bản (mặc dù ít hơn manga), và trải qua một thời kỳ phát triển bùng nổ trong việc sản xuất. Sau một vài phiên bản anime chuyển thể thành công tại thị trường nước ngoài trong những năm 1980, anime đã gia tăng được nhiều hơn sự đón nhận tại thị trường nước ngoài những năm 1990 và thậm chí còn nhiều hơn khi bước sang thế kỷ XXI. Năm 2002, bộ phim Sen và Chihiro ở thế giới thần bí của Studio Ghibli do Miyazaki Hayao đạo diễn giành được giải thưởng Gấu Vàng tại Liên hoan phim quốc tế Berlin; đồng thời cũng chiến thắng Giải Oscar cho phim hoạt hình hay nhất tại Giải Oscar lần thứ 75 năm 2003.

## Tham chiếu văn hóa

### Thần đạo, Phật giáo
Thần đạo là tôn giáo sắc tộc của Nhật Bản, được đặc trưng bởi một nhận thức thuyết vật linh về tự nhiên. Thần đạo (Nhật: 神道 (con đường của Thần)) là hình thức ứng xử hòa hợp với tự nhiên và linh hồn tổ tiên; các kami (Nhật: 神 (thần)) này chống lại những oni (Nhật: 鬼 (quỷ)) hung bạo. Do đó, vô số thần thoại và truyền thuyết được tạo lập từ truyền thống Thần đạo, bắt nguồn từ những truyền thuyết được ghi chép trong Cổ sự ký và Nhật Bản thư kỷ (các văn bản thế kỷ 8) nhằm giải thích nguồn gốc các linh hồn với nhiều hơn một gợi dẫn dành cho những câu chuyện được thuật lại ở Nhật Bản. Đặc biệt, một đặc điểm đặc trưng của Thần đạo là sự kết hợp các yếu tố kỳ ảo vượt qua ngưỡng nhận thức của con người với cuộc sống thường ngày, một đặc điểm dễ được nhận thấy trong nhiều tác phẩm hoạt hình Nhật Bản.
Phật giáo, đặc biệt là Thiền tông Nhật Bản thường đóng một vai trò trong cốt truyện. Không chỉ hiện diện thường xuyên trong các câu chuyện của một Tì-kheo diễn đạt biếm họa và nghiêm túc, truyền thống Thiền tông Nhật Bản còn đưa cách tiếp cận trực diện và ngữ dụng học đối với thực tế, ít thiên về xây dựng các hệ thống quan niệm yêu cầu giải thích dẫn đến tuyến nhân vật trong cốt truyện thiên về hành động, tâm hồn nhân vật tự tại và bộc lộ.

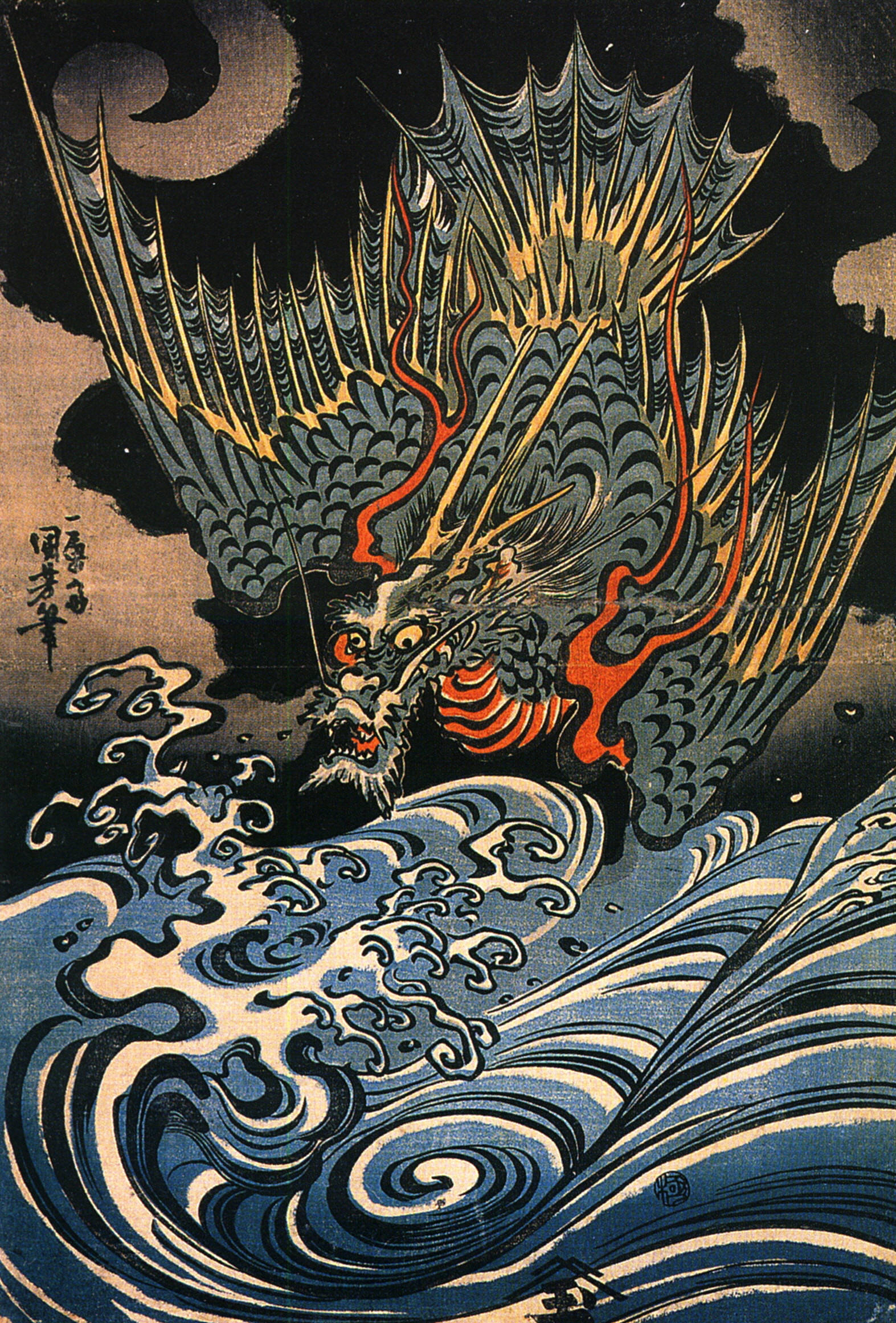
Truyền thuyết thần thoại của truyền thống Thần đạo (bức họa in mộc bản của nghệ sĩ Utagawa Kuniyoshi, thế kỷ 19).

### Võ sĩ đạo
Anime chứa đựng các yếu tố truyền thống, giai thoại, vị thế mà chắc chắn đạo đức võ thuật về cơ bản có thể truy nguyên từ các quy tắc ứng xử phức tạp được cấu thành trong "con đường chiến binh cao quý" võ sĩ đạo (Bushidō  (Nhật: 武士道 (võ sĩ đạo))). Cốt truyện trong anime đặc biệt có xu hướng hợp nhất các khía cạnh của bujutsu (Nhật: 武術 (võ thuật)) và budō (Nhật: 武道 (võ đạo)) để không chỉ thể hiện mức độ ngoạn mục của trận chiến mà còn đại diện cho võ đạo và kỹ nghệ võ thuật của nhân vật chính. Trong một số trường hợp, anh hùng trong anime cũng có thể được thần thánh hóa như trong thần thoại Hy Lạp. Tuy nhiên, do võ sĩ đạo được đặc trưng bởi sự hiện diện các quy tắc phẩm chất đạo đức (như công lý, ý thức bổn phận, trung thành, đồng cảm, danh dự, trung thực, can đảm) nên nền tảng văn hóa võ sĩ đạo không chỉ được thể hiện trong anime với tuyến nhân vật tập trung vào chiến đấu, xung đột hoặc bối cảnh phong kiến Nhật Bản mà còn hiện diện trong nhiều cốt truyện cuộc sống học đường và gia phong Nhật Bản đương đại. Sự huấn luyện nghiêm khắc shugyō  (Nhật: 修行 (tu hành))) bởi samurai hoặc budōka (Nhật: 武道家 (võ đạo gia)) để hướng đến tự chủ và tự giác, nhằm biểu thị con đường và tiến hóa của các nhân vật chính trong anime, thường được gắn kết trong các nhiệm vụ gian khổ để kiểm chứng tiềm năng bên trong nhân vật khi cần phải vượt qua nỗi sợ hãi và điểm yếu của bản thân. Đôi khi, mục tiêu cuối cùng của con đường thông qua kiểm soát khí (Nhật: 氣 (khí)) năng lượng bên trong nhằm đạt được một nhận thức về tính không của vạn vật, dẫn đến từ bỏ các tuyên bố bản ngã và đánh giá cao sự phù du của vật chất hữu hình, thậm chí không còn sợ hãi cái chết. Tuy nhiên, việc tìm kiếm và định nghĩa về bản sắc người anh hùng chính là nguyên nhân dẫn đến sự từ bỏ này, trái ngược với yêu cầu tiêu chuẩn hóa của xã hội Nhật Bản.

### Senpai – Kōhai
Con đường hướng đến budōka (Nhật: 武道家 (võ đạo gia)) không thể bắt đầu mà không có một chỉ dẫn, có thể từ một người cha hoặc một người thầy (sensei (Nhật: 先生 (Tiên sinh))) để dẫn dắt hướng hành vi của một người. Mối quan hệ này trong xã hội Nhật Bản thường được đại diện qua senpai–kōhai  (Nhật: 先輩 – 後輩 (tiền bối–hậu bối)), khi người thứ nhất là 'người bắt đầu trước' và người thứ hai là 'người bắt đầu sau'; khác với quan hệ dōryō (Nhật: 同僚 (đồng nghiệp)). Mối quan hệ này hàm ý sự kính trọng và thành tâm của kōhai đối với senpai, senpai phải khuyên răn và chỉ dẫn cuộc sống cho kōhai; điều này có thể được nhận diện trong từng bối cảnh xã hội, từ trường học đến nơi làm việc, từ thể thao đến chính trị và chắc chắn cũng được phản chiếu trong anime khi senpai–kōhai thường được xây dựng như mối quan hệ chính giữa các nhân vật.

### Vòng lặp, ý thức bổn phận
Theo quan niệm sống của người Nhật, sức mạnh nội tại thực sự nằm ở việc không mưu cầu hạnh phúc cho bản nhân mà một lòng tìm về một lý tưởng và hoàn thành nghĩa vụ, thông qua đó họ đi tìm một con đường trong tâm thức (ikigai  (Nhật: 生き甲斐 (lẽ sống))). Tham chiếu đến bổn phận trả món nợ mà có thể chống lại Thiên hoàng, cha mẹ, tổ tiên và thậm chí chống lại chính bản thân; nhưng trong cốt truyện của nhiều anime đưa đến việc chống lại toàn thế giới với nhân vật chính vượt qua cảm xúc cá nhân và sự cô lập nhằm ngụ ý những di sản đa dạng thường thấy, gánh vác trách nhiệm cứu tinh cho đến tự hy sinh cực đoan (gaman  (Nhật: 我慢 (nhẫn nại, chịu đựng))) được truyền cảm hứng từ lịch sử quân sự Nhật Bản. Tuy nhiên, trong một quan niệm hoàn toàn thế tục, đạo đức trong thế giới quan người Nhật thì vạn vật được coi là vô ngã và vô thường (wabi-sabi  (Nhật: 侘寂 (Sá tịch))). Nhiều ví dụ trong anime về một thiết lập văn hóa như vậy, được nhận diện trong nền tảng của các loạt phim mecha (robot khổng lồ) vào thập niên 1970 và thập niên 1980 với những sắc thái khác nhau. Không chỉ vậy, một phái sinh rõ ràng như Saint Seiya cũng đã đề cập đến nhiều quan niệm văn hóa bên trong.

### Nhân loại, tự nhiên và công nghệ
Xã hội Nhật Bản thời hậu chiến với nền kinh tế phát triển thịnh vượng đặt trong bối cảnh yên bình nhưng buồn chán ('ngày dài vô tận' xuất hiện phổ biến, wari-naki nichijō, endless everyday) mà không thể được thay đổi bằng những ý tưởng cách mạng như đã từng diễn ra trong các phong trào sinh viên và xã hội Nhật Bản thập niên 1960. Động đất và sóng thần Tōhoku 2011 khiến nhiều người Nhật tranh luận rằng 'tính đều đặn' (nichijō-sei, everydayness) đã thay đổi hoặc kết thúc, dẫn đến một sự đổ bóng lên các phê phán về hoạt hình Nhật Bản khi tranh luận rằng anime chủ đề 'tính đều đặn' sẽ đánh mất đam mê của họ. Vài ngày sau Động đất và sóng thần Tōhoku 2011, một số anime truyền hình (như Tōkyō Magunichūdo 8,0 hay Oniichan no Koto Nanka Zenzen Suki Janain Dakara ne—!!) có chủ đề gợi nhắc đến sóng thần, thảm họa, sự cố hạt nhân đã bị cắt một số tập hoặc bị thay lịch chiếu vào tháng 11 năm 2011. Truyền thống Thần đạo đã được phản chiếu trong anime qua việc tranh luận phức tạp mối quan hệ giữa tự nhiên và công nghệ, một vấn đề quan trọng tồn tại từ lâu trong xã hội Nhật Bản (cũng như trên toàn thế giới). Bộ phim Momotarō: Umi no Shinpei thể hiện mối quan hệ giữa tự nhiên (đại diện bởi các động vật trên một hòn đảo) và công nghệ (một hình thức tuyên truyền trong chiến tranh thế giới thứ hai) phát triển vượt bậc như một phần của giai đoạn hậu chiến. Trong thể loại khoa học viễn tưởng như mecha (robot khổng lồ) có thể giải thích hướng công nghệ phát triển thay vì ý nghĩa tích cực (đảm bảo hạnh phúc, giải trừ thảm họa) lại bắt đầu trở thành nguồn gốc của sự tàn phá và hủy diệt, nghịch lý mâu thuẫn này như một góc nhìn bao quát và phủ nhận cùng một lúc khi thiệt hại được phục hồi bằng công nghệ tương tự. Công nghệ với giá trị cứu rỗi (các tác phẩm của Nagai Go) hoặc thể hiện sự tàn phá trong các tác phẩm của Miyazaki Hayao và Yoshida Tatsuo. Một khái niệm khác là cyberpunk với bộ phim Akira được coi là tiên phong. Trong Ghost in the Shell và Serial Experiments Lain, khái niệm nhân loại được tích hợp sinh học với công nghệ, nhân tính ít quan trọng hơn và thường đi kèm với chủ nghĩa hiện sinh. Nói cách khác, mối quan hệ công nghệ-con người thông qua các anime chứa đựng và diễn giải lại theo một chuyển vị hiện đại, cuối cùng tạo nên sự kết hợp không thể tách rời giữa cái cũ và cái mới.

### Xã hội Nhật Bản
Nhiều anime có tuyến nhân vật thanh thiếu niên được nêu bật hoặc ít nhất ám chỉ vai trò ngày càng tăng của công nghệ trong khuyến khích mất kết nối với phần còn lại của xã hội hoặc tạo điều kiện cho tự sát tập thể, thể hiện sự chán nản và những lo lắng tương lai của giới trẻ Nhật Bản đương đại (Serial Experiments Lain, Chào mừng đến với N.H.K!). Sự thể hiện quá mức nhân khẩu học giới trẻ trong các tác phẩm liên quan đến tự sát mâu thuẫn với hoàn cảnh thực tế tại Nhật Bản khi nhân khẩu học trung niên và cao niên thường có xu hướng tự sát lớn hơn; nguyên nhân một phần do giới trẻ chiếm đa số thị phần khán thính giả mục tiêu hoặc giới trẻ sẵn sàng khám phá chủ đề cấm kỵ tự sát hơn các nhóm nhân khẩu học khác (Colorful, Haibane Renmei, Sayonara Zetsubō Sensei). Hiện tượng hikikomori  (Nhật: 引きこもり (tuyệt giao xã hội)) thường được sử dụng như bối cảnh phụ (Shin Seiki Evangelion) hoặc điểm khởi đầu để phát triển (Higashi no Eden), đôi khi hikikomori đóng vai trò trong tuyến nhân vật chính và trở thành phần lớn cốt truyện (Chào mừng đến với N.H.K!); nội dung anime gắn với hikikomori thường bắt nguồn từ chấn thương quá khứ (bắt nạt, áp lực xã hội) hoặc từ chối trường học, từ chối xã hội. Nhân vật hikikomori trong anime hiếm khi rời khỏi nhà, tương tác kết nối gia đình ít, paranoia, bỏ học, tư thế xấu, tái hòa nhập xã hội. Xã hội thời kỳ Minh Trị bước đầu giải phóng phụ nữ Nhật Bản với việc thành lập trường học dành cho thiếu nữ, ham muốn của nam giới xen lẫn sự lo lắng về giải phóng phụ nữ được thể hiện thông qua cô gái hiện đại (Nhật: モダンガール Hepburn: modan gāru) thập niên 1920. Anime thường xây dựng hình mẫu người phụ nữ Nhật Bản truyền thống mẹ hiền vợ tốt (Nhật: 良妻賢母 (lương thê hiền mẫu) Hepburn: ryōsai kenbo) và dần mở rộng với hình tượng chủ nghĩa nữ quyền. Người Nhật chưa bao giờ chính thức thừa nhận thất bại của hải quân Đế quốc Nhật Bản và tiếp tục suy diễn về những chiến thắng tưởng tượng trong suốt chiến tranh thế giới thứ hai, anh hùng anime hoàn toàn kiểm soát vận mệnh của họ và đạt được chiến thắng hoàn toàn bất chấp sự sụp đổ xung quanh (Laputa: Lâu đài trên không, Nàng công chúa ở Thung lũng gió). Vụ ném bom nguyên tử xuống Hiroshima và Nagasaki được tham chiếu trong anime với sự hủy diệt trực tiếp (Barefoot Gen, Góc khuất của thế giới) hoặc theo hướng cam chịu (lý thuyết tận thế về chiến tranh Lạnh, sự yếu đuối của xã hội khoa học công nghệ Nhật Bản sau khủng hoảng dầu mỏ 1973 với Genma Taisen, Uchū Senkan Yamato, Chōjikū yōsai Macross) hoặc phản ánh xung đột chiến tranh hạt nhân (Hokuto no Ken) hoặc hậu chấn tâm lý (Akira, Chōjikū yōsai Macross, Ghost in the Shell, Shin Seiki Evangelion). Anime thập niên 1980 chịu ảnh hưởng bởi khái niệm Nhật Bản nhân luận (Nhật: 日本人論 Hepburn: Nihonjinron) mà Miyazaki Hayao là một ví dụ khi tuyên bố làm phim cho người Nhật và không quan tâm đến quan điểm của người nước ngoài, Nhật Bản nhân luận tiếp tục ảnh hưởng đến anime thập niên 1990 thông qua sự phổ biến thể loại cyberpunk khi cho rằng chủ nghĩa cá nhân là một đặc điểm tiêu cực đe dọa sự ổn định của xã hội Nhật Bản.

## Phê bình, nghiên cứu
Nghiên cứu hoạt hình manh nha bắt đầu từ năm 1934 nhưng chỉ nổi bật khi Imamura Taihei xuất bản "Manga Eiga ron" [Lý thuyết về phim hoạt hình] vào năm 1941; nội dung thảo luận về các phương pháp biểu cảm đặc trưng cho hoạt hình Nhật Bản, đặc biệt là các phương pháp được vẽ từ manga - nghệ thuật - âm nhạc Nhật Bản. Thập niên 1950, Toei Animation được thành lập và anime chiếu rạp được sản xuất định kỳ với tốc độ mỗi phim một năm, sách báo xuất bản bài viết đánh giá về từng anime cụ thể trong chuyên mục điện ảnh như Asahi Shimbun. Phê bình anime thập niên 1950 dần hình thành khi các nhà phê bình điện ảnh Nhật Bản tham khảo cách viết tiểu luận phê bình hoạt hình của châu Âu và Hoa Kỳ. Năm 1966, Mori Takuya xuất bản nghiên cứu "Giới thiệu về hoạt hình" với nhiều dữ liệu nghiên cứu lịch sử hoạt hình thế giới. Thập niên 1960 đến thập niên 1970, tiểu luận và nghiên cứu về hoạt hình được xuất bản tại Nhật Bản chủ yếu đề cập đến hoạt hình Hoa Kỳ. Tạp chí Fantoche giới thiệu nhân vật Starsha trong phim Uchū Senkan Yamato trên trang bìa vào tháng 4 năm 1976, Tokuma Shoten phát hành ấn phẩm hỗn hợp gồm sách và tạp chí "TV anime no sekai" [Thế giới anime truyền hình] với bài phân tích về bộ phim nổi bật Uchū Senkan Yamato, tạp chí Gekkan Out (chuyên viết về tokusatsu và phim hạng B điện ảnh Hoa Kỳ) lần đầu tiên xuất bản một bài viết dài 60 trang về hiện tượng Uchū Senkan Yamato vào năm 1977. Cùng năm 1977, Yamaguchi Katsunori và Yasushi Watanabe xuất bản nghiên cứu "Lịch sử hoạt hình Nhật Bản", đây là thế hệ học giả đầu tiên nghiên cứu anime. Tạp chí anime đầu tiên Animage ra mắt vào tháng 7 năm 1978, trang bìa minh họa bộ phim đánh dấu sự bùng nổ anime tại Nhật Bản là Uchū Senkan Yamato; sau đó xuất hiện nhiều tạp chí anime chuyên biệt tại Nhật Bản vào cuối thập niên 1970 (Animec, My Anime, The Anime, Animedia). Uchū Senkan Yamato đã phá vỡ khuôn mẫu anh hùng hướng đến trẻ em và gắn kết thế hệ người Nhật trưởng thành đã từng quen thuộc với các loạt anime phát sóng vào thập niên 1960 (Astro Boy, Tetsujin 28-go, 8 Man). Hikawa Ryūsuke, Oguchi Yuichiro, Masahiro Hara, Shigeru Shimotsuki, Nakajima Shinsuke bắt đầu công việc nghiên cứu anime không thường xuyên và chỉ hoạt động tích cực từ năm 2000. Animage tập trung giới thiệu một cách hệ thống về lịch sử chế tác phim của các tác giả, Animec và Gekkan Out xuất bản các bài viết phê bình điện ảnh dựa trên nhu cầu của người hâm mộ. Thập niên 1980, các tạp chí anime (như Break Time) biến mất rồi tái xuất hiện trong mối quan hệ cộng sinh với các loạt bài phê bình điện ảnh, phỏng vấn quá trình sản xuất phim vào thời kỳ bùng nổ anime (Gundam, Chōjikū yōsai Macross, các phim hợp tác phương Tây-Nhật Bản). Từ giữa thập niên 1980 đến thập niên 1990, các tạp chí anime (Newtype, Gekkan Out) làm phương tiện quảng bá phim cho nhiều hãng sở hữu anime và thần tượng áo tắm, phân tích và phê bình điện ảnh dần biến mất. Thập niên 1990, các phim thành công của Miyazaki Hayao, Oshi Mamoru và hiện tượng Shin Seiki Evangelion trở thành chủ đề kinh doanh, nhiều sách nghiên cứu tập trung vào các phim nổi tiếng và tác giả nổi bật liên tục được phát hành. Nghiên cứu anime thường bị phân cực với Nhật Bản học: nhân loại học/xã hội học (nghiên cứu anime thông qua đại diện văn hóa xã hội Nhật Bản như tôn giáo, thần thoại, văn hóa dân gian, đặc biệt về đại diện giới tính) thể hiện sự khác biệt với học giả truyền thông (nghiên cứu anime thông qua chủ nghĩa dân tộc mới (neo-nationalism), triết học chính trị, quan hệ quốc tế gắn với thương hiệu quốc gia Cool Japan). Nghiên cứu anime thường có khuynh hướng được xếp vào văn hóa đại chúng Nhật Bản. Học giả truyền thông nghiên cứu anime trong nhiều lĩnh vực học thuật khác nhau: khía cạnh tâm lý học của các sự kiện người hâm mộ, đặc trưng anime trong lịch sử nghệ thuật Nhật Bản, khía cạnh xuyên văn hóa và bản sắc lai, du lịch.

## Chính sách văn hóa quốc gia
Thúc đẩy phân phối và tiếp thị anime toàn cầu (qua chính sách thương hiệu quốc gia Cool Japan) như một sản phẩm văn hóa đại chúng Nhật Bản kết hợp với các loại hình truyền thông khác (manga, light novel, mô hình nhân vật, trò chơi) cùng các hoạt động (tác phẩm phái sinh, hội chợ anime, cosplay) tạo ra quan niệm anime như một sản phẩm địa phương và trở thành bản sắc "hoạt hình đại chúng Nhật Bản". Truyền thông hỗn hợp là phương pháp truyền thống phổ biến của công nghiệp văn hóa tại Nhật Bản từ thập niên 1980, hình thành sơ kỳ qua buôn bán vật phẩm với nhân vật anime (Astro Boy, Tetsujin 28-go) được sao chép lại trong nhiều loại hình truyền thông khác nhau như đồ chơi, văn phòng phẩm, hàng gia dụng, trang phục, thức ăn nhẹ. Anime gia tăng sự gắn kết với Nhật Bản, chuyển từ một sản phẩm ngách thành một hình thái truyền thông miêu tả Nhật Bản như một quốc gia toàn cầu. Anime là mô hình nhận nuôi / khuếch tán văn hóa điển hình: những sản phẩm quen thuộc ban đầu kết hợp với các sản phẩm liên kết khác biệt, tạo thành vòng văn hóa kết tụ với vị trí trung tâm sản phẩm nhận nuôi ban đầu và ngoại vi các sản phẩm văn hóa khác xoay quanh; các sản phẩm quen thuộc tạo những chuyển thể để bước đầu tiến vào một thị trường đích nhất định. Một số thay đổi quan trọng của công nghiệp anime thập niên 2000 liên quan đến ảnh hưởng từ các chính sách văn hóa cộng đồng (như chiến lược Cool Japan) nhằm quảng bá các sản phẩm địa phương hoặc vật phẩm Nhật Bản và dịch vụ hải ngoại bằng cách thu hút sự nhạy cảm của người tiêu dùng thông qua nhãn hiệu quốc gia hoặc văn hóa địa phương. Các chiến lược sở hữu trí tuệ được khuyến khích tại Nhật Bản từ năm 2002 nhằm thực hiện một kiến trúc công nghiệp "tri thức tích hợp" hơn là 'tích hợp lao động' và biến Nhật Bản thành 'quốc gia sở hữu trí tuệ', trong đó xúc tiến thương mại nội dung trở thành chìa khóa hồi sinh kinh tế Nhật Bản. Cool Japan được gắn kết chặt chẽ như một đánh giá thực tế về lối sống và lý tưởng người Nhật, hoặc dựa trên mong muốn xây dựng lại 'Nhật Bản giả tưởng'. Linh vật Aoshima Megu đại diện không chính thức cho thành phố Shima, Mie bị chỉ trích với lý do xúc phạm nghề kai jin truyền thống trong khoảng thời gian diễn ra Hội nghị thượng đỉnh G7 lần thứ 42 được coi như ví dụ về 'Nhật Bản giả tưởng' không nhằm tái hiện giá trị lịch sử mà tận hưởng một thế giới giàu trí tưởng tượng kết hợp văn hóa đại chúng truyền thống và hiện đại. Xu hướng hợp tác sản xuất anime được xem xét nhằm vượt qua rào cản quan liêu và thúc đẩy cấp phép nhanh hơn từ các quốc gia, 'Cool Japan' được gắn kết giữa cân bằng giá trị thương hiệu và lợi ích tiềm năng cao nhất. Người hâm mộ nhiệt thành tạo ra những xã hội mới trong bối cảnh địa phương và khu vực thông qua giao tiếp truyền thông và ý tưởng vượt qua ranh giới địa lý, góp phần hình thành nên một nhóm lai văn hóa có nhiều ý tưởng - suy nghĩ - cảm xúc gắn kết với nhiều phẩm chất con người được chia sẻ từ những nền tảng tương đồng và kích thích mới.
| Chính phủ Nhật Bản | Tổ chức công nghiệp | Hội chợ thương mại                                               |
| --- | --- | ---------------------------------------------------------------- |
| - Liên hoan Nghệ thuật Truyền thông Nhật Bản - Đạo luật Văn hóa Nghệ thuật cơ bản - Đạo luật Xúc tiến sáng tạo, Bảo vệ và Sử dụng nội dung (Đạo luật Nội dung) - Cool Japan - Dự án Đào tạo Họa sĩ diễn hoạt trẻ | - Hiệp hội Hoạt hình Nhật Bản (AJA) - Hiệp hội Thương nhân quản lý nghệ thuật Nhật Bản (Japan Entertaiments management Enterepreneurs Association) - Hiệp hội Doanh nghiệp Thanh ưu Nhật Bản (JSYCC) - Hiệp hội Tác giả hoạt hình Nhật Bản (JAniCA) - Hiệp hội Nhà sản xuất Thanh âm Nhật Bản (JAPA) - Liên đoàn Diễn viên Nhật Bản (JAU) | - Hội chợ anime quốc tế Tokyo - Anime Contents Expo - AnimeJapan |

## Đặc điểm

Các họa sĩ anime dùng nhiều phong cách thị giác riêng biệt. Các hình ảnh trên là phim/loạt phim truyền hình "Dead Leaves", "FLAG", "Gurren Lagann", "Serial Experiments Lain", "Cat Soup", "Monster", "Lucky Star" và "Mind Game". Tất cả đều là những bức ảnh chụp phong cảnh được lấy từ chương trình/phim, lưu cho Cat Soup, lấy từ trang web Cat Soup của Central Park Media: (http://www.centralparkmedia.com/catsoup/images.html).

Anime khác biệt rất nhiều so với các khuôn mẫu hoạt hình khác bởi phong cách nghệ thuật đa dạng của nó, các phương pháp hoạt họa, sự trình bày của nó và quá trình sản xuất. Một cách trực quan, anime là một hình thái nghệ thuật phong phú, bao hàm một sự rộng lớn các phong cách nghệ thuật, có sự khác nhau giữa từng người sáng tạo, từng họa sĩ, xưởng phim. Trong khi chưa có một phong cách nghệ thuật nào chiếm ưu thế vượt trội trong anime hoàn toàn, họ chỉ đóng góp một vài đặc tính giống nhau trong các thuật ngữ của kỹ thuật hoạt hình và thiết kế nhân vật.

### Kỹ thuật hoạt hình
Anime tiếp nối quá trình sản xuất đặc trưng của hoạt hình, bao gồm: kịch bản phân cảnh, diễn xuất thanh âm, thiết kế nhân vật, hoạt hình cel (Shirobako là bộ phim nói rất rõ các kỹ thuật hoạt hình, nổi bật nhiều khía cạnh phức tạp trong quá trình sản xuất anime). Từ những năm 1990, các họa sĩ diễn hoạt đã tăng cường sử dụng hoạt hình máy tính (CGI) để cải thiện hiệu suất quá trình sản xuất. Các họa sĩ như Ōfuji Noburō đã đi tiên phong sớm nhất trong các tác phẩm anime, lựa chọn thử nghiệm và có sự phù hợp với những hình ảnh được vẽ trên bảng đen, hoạt hình tĩnh vật từ cắt giấy, hoạt hình rọi bóng. Hoạt hình cel dần phổ biến cho đến khi lấn át hẳn phương tiện khác. Trong thế kỷ 21, việc sử dụng các kỹ thuật hoạt hình khác hầu hết bị giới hạn trong các phim ngắn độc lập, bao gồm hoạt hình tĩnh vật rối được sản xuất bởi Mochinaga Tadahito, Kawamoto Kihachirō và Murata Tomoyasu. Máy tính đã được tích hợp vào quá trình sản xuất phim hoạt hình trong những năm 1990, nhiều tác phẩm như Ghost in the Shell và Mononoke Hime kết hợp giữa hoạt hình cel với các hình ảnh được máy tính tạo ra. Fujifilm, một công ty lớn sản xuất cel hàng đầu đã tuyên bố dừng sản xuất cel, gây ra hoảng loạn cho ngành công nghiệp về việc mua nhập khẩu cel và đẩy nhanh chuyển đổi sang quá trình kỹ thuật số.
Trước khi tới thời đại kỹ thuật số, anime được sản xuất với các phương pháp hoạt hình truyền thống sử dụng một phép xấp xỉ tạo dáng gần đúng. Phần lớn xu hướng anime sử dụng một ít các khung chính để diễn đạt và nhiều hoạt họa xen khung. Chủ tịch Mitsushisa Ishikawa của Production I.G nói rằng phương pháp kết hợp giữa 2D và 3D được áp dụng rộng rãi trong công nghiệp anime: vẽ trên giấy trước tiên, scan vào máy vi tính, sau đó thêm màu và các hiệu ứng; cơ bản vẫn là vẽ tay, đặc biệt không dùng cel nữa. Workstation là một thiết lập phụ trợ quan trọng cho việc scan các khung hình vào máy tính nhằm gia công phần hoạt họa xen khung trong công nghiệp anime. Đặc biệt, khi bộ phim có một phân cảnh hoạt họa gây ấn tượng thị giác mạnh mẽ hoặc sự tinh tế sắc sảo trong cách thể hiện sẽ được gọi là một cảnh sakuga, là một đặc trưng có tính chu kỳ trong anime hiện đại cho phép các họa sĩ diễn hoạt Nhật Bản thể hiện phong cách nghệ thuật đặc trưng cá nhân. Một số thuật ngữ sakuga nền tảng ảnh hưởng đến phương pháp hoạt họa tại Nhật Bản và tiếp tục được nhiều họa sĩ sử dụng với nhiều biến đổi khác nhau như: "Itano Circus", "Yutapon Cubes", "Ebata Walk", "Akai Smile".
Các xưởng phim hoạt hình Nhật Bản đi tiên phong trong nhiều kỹ thuật về hoạt hình giản lược, và đã cho anime một bộ quy ước riêng biệt. Không giống hoạt hình Disney nhấn mạnh về cử động, anime nổi bật về chất lượng nghệ thuật và cho phép kỹ thuật hoạt hình giản lược bù đắp việc phần thiếu thời gian cho cử động. Nhiều kỹ thuật như vậy thường được sử dụng không chỉ để đáp ứng hạn chót dự án, mà còn như những cách thức mang tính nghệ thuật. Các cảnh quay anime chú trọng vào việc đạt được góc nhìn 3 chiều, và hậu cảnh góp phần tạo bầu không khí cho tác phẩm. Hậu cảnh không phải lúc nào cũng được sáng tạo và đôi khi dựa trên những địa điểm đời thực, như Lâu đài bay của pháp sư Howl hay Suzumiya Haruhi. Oppliger nói rằng anime là một trong những phương tiện hiếm có khi đặt vào đồng thời một dàn diễn viên toàn sao thường xuất hiện "cực kỳ ấn tượng".
Các hiệu ứng điện ảnh của anime đã rất khác biệt với chính bản thân nó từ giai đoạn chuyển mình dựa trên hoạt hình Hoa Kỳ. Anime là cảnh phim nghệ thuật điện ảnh gần như do máy ảnh thực hiện, bao gồm việc đảo máy (panning), cách thu phóng (zooming), cự ly quay và các góc quay để phức hợp tính động lực học trong các cảnh phim mà sẽ khó thực hiện trong đời thực. Trong anime, hoạt họa được thực hiện trước diễn xuất thanh âm, trái ngược với hoạt hình Hoa Kỳ khi chọn diễn xuất thanh âm trước; điều này có thể gây ra một số lỗi nhép môi trong các phiên bản Nhật Bản.

### Nhân vật
Tỷ lệ cơ thể của các nhân vật anime con người có xu hướng phản ánh chính xác tỷ lệ cơ thể con người trong thực tế. Chiều cao của đầu được các họa sĩ xem xét coi là đơn vị cơ bản của tỷ lệ. Chiều cao của đầu có thể khác nhau, nhưng hầu hết các nhân vật anime đều cao từ bảy đến tám cái đầu. Họa sĩ anime thỉnh thoảng thực hiện các sửa đổi có chủ ý đối với tỷ lệ cơ thể để tạo ra các nhân vật siêu biến dạng có một thân hình nhỏ không cân đối so với đầu; nhiều nhân vật siêu biến dạng cao từ hai đến bốn cái đầu. Một số tác phẩm anime như Shin – Cậu bé bút chì hoàn toàn coi nhẹ các tỷ lệ này, giống như cách thức biếm họa cartoon phương Tây.
Một quy ước thiết kế nhân vật anime phổ biến là kích thước mắt phóng đại. Hoạt họa về các nhân vật có đôi mắt to trong anime có thể được tìm thấy dấu tích ở Tezuka Osamu, một người bị ảnh hưởng sâu sắc từ những nhân vật hoạt hình đầu tiên như Betty Boop với đôi mắt to không cân xứng. Tezuka là một nhân vật quan trọng trong lịch sử anime và manga, có phong cách nghệ thuật quy ước và thiết kế nhân vật cho phép toàn bộ cảm xúc của con người được miêu tả chỉ qua đôi mắt. Các họa sĩ thêm màu sắc thay đổi bóng cho đôi mắt, đặc biệt là giác mạc để cung cấp cho chúng độ sâu lớn hơn. Nói chung, một phối trộn của một bóng sáng, tông màu và một bóng tối đã được sử dụng. Nhà nhân học văn hóa Thorn Matt cho rằng các họa sĩ diễn hoạt và khán giả Nhật Bản không cảm nhận được đôi mắt bị cách điệu vốn đã mang ít nhiều tính nước ngoài. Tuy nhiên, không phải tất cả anime đều có đôi mắt to, tròn. Ví dụ, các tác phẩm của Miyazaki Hayao được biết đến với đôi mắt có tỷ lệ thực tế, cũng như màu tóc thực tế của các nhân vật.

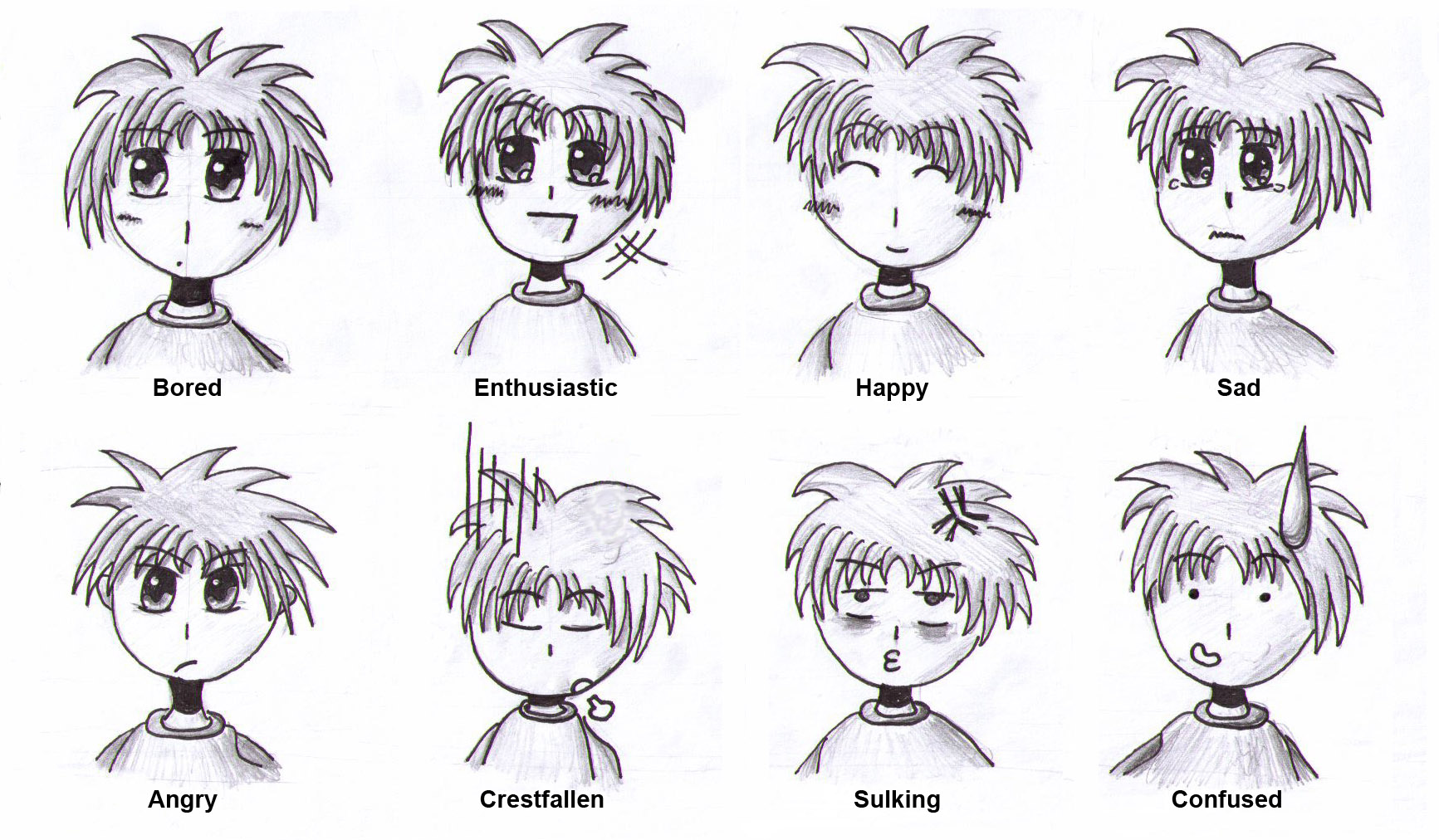
Các họa sĩ anime và manga thường vẽ từ một tiêu chuẩn chung của các minh họa biểu hiện trên khuôn mặt để biểu thị tâm trạng đặc biệt.
(Hàng trên: từ trái sang phải: Chán, nhiệt tình, vui mừng, buồn)
(Hàng dưới: từ trái sang phải: Tức giận, bỡ ngỡ, hờn dỗi, bối rối)

Tóc trong anime cũng thường sống động không tự nhiên, nhiều màu sắc hoặc được thiết kế độc đáo. Sự chuyển động của tóc trong anime được phóng đại và "hành động mái tóc" được sử dụng để nhấn mạnh hành động và cảm xúc của nhân vật nhằm tăng thêm hiệu ứng thị giác. Poitras theo dõi màu sắc kiểu tóc bao gồm các hình minh họa trên manga, nơi tác phẩm nghệ thuật bắt mắt và các tông màu sáng và sặc sỡ có sức hấp dẫn cho manga trẻ em. Mặc dù được sản xuất cho thị trường trong nước nhưng anime nổi bật các nhân vật có chủng tộc hoặc quốc tịch không phải lúc nào cũng được xác định, và đây thường là một quyết định có chủ ý như trong loạt phim hoạt hình Pokémon.
Các họa sĩ anime và manga thường vẽ từ một tiêu chuẩn chung của các minh họa biểu hiện trên khuôn mặt để biểu thị tâm trạng và suy nghĩ đặc biệt. Những kỹ thuật này thường khác về hình thức so với các đối tác của họ trong hoạt hình phương Tây, và chúng bao gồm một biểu tượng học cố định được sử dụng như bảng viết tắt của một số cảm xúc và tâm trạng nhất định. Ví dụ, một nhân vật nam có lẽ dễ chảy máu cam khi bị khơi gợi. Một loạt các biểu tượng trực quan được sử dụng, bao gồm cả một hoặc nhiều những giọt mồ hôi chảy xuống để miêu tả sự căng thẳng, có thể nhìn thấy những hình chéo đỏ trên mặt biểu hiện cho sự xấu hổ, hoặc đôi mắt phát sáng do một ánh sáng chói lóa dữ dội.

#### Vai diễn khách mời
Các nhân vật có thể chất tương tự hay câu chuyện giống hệt hoặc tương tự trong nhiều anime có thể được tham chiếu đến một anime khác, một video game, manga, visual novel, light novel. Ví dụ, hai nhân vật chính trong phim Vườn ngôn từ là Yukino Yukari và Akizuki Takao có vai diễn khách mời trong phim Your Name – Tên cậu là gì?. Những nhân vật ngoài đời cũng trở thành vai diễn khách mời trong anime. Ví dụ, các tác giả sáng tạo trò chơi Angry Video Game Nerd và chương trình Nostalgia Critic đều xuất hiện trong phim Zettai Karen Children.

#### Tính cách nhân vật
- Tsundere: Nhân vật thường có thái độ lạnh lùng (tsuntsun (Nhật: ツンツン Hepburn: tsuntsun?)) nhưng hành động có thể rất ngọt ngào với những người họ thích ((deredere (Nhật: デレデレ Hepburn: deredere?))).[169][170]
- Yandere: Nhân vật bảo vệ tình yêu thái quá thông qua bạo lực, kết hợp giữa yanderu (病んでる?, bệnh lý tinh thần) và deredere (でれでれ?, tình cảm mạnh mẽ).[169][170]
- Kuudere: Nhân vật có vẻ ngoài hòa nhã và bàng quan, chỉ mở lòng với người họ thích.[170]
- Dandere: Nhân vật có vẻ ngoài ngại ngùng xấu hổ, khó giao tiếp, chỉ thoải mái khi trò chuyện với những người thực sự tin tưởng.[170]

### Nhạc phim
Bài hát mở đầu và chuỗi danh đề của hầu hết các tập phim anime truyền hình đều đi kèm với các bài hát rock hoặc pop Nhật Bản, thường được các ban nhạc nổi tiếng thể hiện. Các bài hát có thể được viết theo cảm hứng, nhưng cũng được nhắm vào thị trường âm nhạc nói chung, thường ám chỉ một cách mơ hồ hoặc không nói về các chủ đề hay cốt truyện của loạt phim. Các bài rock hoặc pop cũng thỉnh thoảng sử dụng phần nhạc ngẫu nhiên ("insert songs") trong một tập phim, thường để làm nổi bật những cảnh đặc biệt quan trọng. Thời lượng bài hát mở đầu và bài hát kết thúc của mỗi tập phim thường từ ba đến năm phút, bài hát có thể được thay đổi sau 12-15 tập phim nếu là anime truyền hình dài tập. Bài hát trong anime là một hình thức quảng bá cho các hãng thu âm và ca sĩ Nhật Bản, có thể chèn thêm quảng cáo truyền hình. Một số nhà soạn nhạc tiêu biểu như Kanno Yoko, Kajiura Yuki, Takanashi Yasuharu, Sato Naoki và Kato Tatsuya.

## Phân loại
Anime thường được phân loại theo nhân khẩu học mục tiêu, bao gồm kodomo (Nhật: 子供向け漫画 (Tử cung hướng ke Mạn họa)), shōjo (Nhật: 少女漫画 (thiếu nữ mạn họa)), shōnen (Nhật: 少年漫画 (thiếu niên mạn họa)) và một phạm vi đa dạng thể loại hướng đến khán giả trưởng thành như seinen hay Josei. Anime shōnen và shōjo thỉnh thoảng bao hàm các yếu tố phổ biến với trẻ em cả hai giới trong một nỗ lực gia tăng sự hấp dẫn giao thoa. Anime cho người trưởng thành có lẽ nổi bật với một nhịp độ chậm hơn hoặc một cốt truyện phức tạp hơn mà khán giả trẻ hơn có thể cảm thấy không hấp dẫn, cũng như những chủ đề và tình huống trưởng thành. Một số thể loại khám phá đồng tính luyến ái như yaoi (tình dục đồng giới nam) và yuri (tình dục đồng giới nữ). Trong khi thường được dùng trong một bối cảnh người lớn, các thuật ngữ này cũng có thể được dùng trong một bối cảnh rộng hơn để miêu tả hoặc tập trung vào các chủ đề hoặc sự phát triển của những mối quan hệ tình dục đồng giới lãng mạn.
Phân loại về thể loại anime khác biệt so với các dạng thể loại khác của hoạt hình và không nên trộn lẫn anime với phân loại thông thường. Gilles Poitras so sánh việc gắn nhãn Gundam 0080 và cách miêu tả phức tạp của phim về chiến tranh như một anime "robot khổng lồ" gần giống với gắn nhãn đơn giản Chiến tranh và hòa bình là một "tiểu thuyết chiến tranh". Khoa học viễn tưởng là một thể loại anime lớn, bao gồm nhiều tác phẩm lịch sử quan trọng như Astro Boy của Tezuka Osamu hay Tetsujin 28-go của Yokoyama Mitsuteru. Một tiểu thể loại lớn của khoa học viễn tưởng là mecha, với chuỗi nhượng quyền Gundam trở thành biểu tượng. Thể loại kỳ ảo gồm nhiều tác phẩm dựa trên truyền thuyết và văn học dân gian phương Đông lẫn phương Tây; nhiều dẫn chứng bao gồm chuyện điển tích phong kiến Nhật Bản như InuYasha, hay sự mô tả các vị thần Bắc Âu tới Nhật Bản bảo vệ một máy tính tên là Yggdrasil trong Aa Megami-sama. Giao thoa thể loại trong anime cũng phổ biến: pha trộn giữa kỳ ảo và hài kịch trong Doragon Hāfu, hợp nhất hài cường điệu (slapstick) trong anime điện ảnh có chủ đề tội phạm Lâu đài của Cagliostro. Các tiểu thể loại khác hình thành trong anime bao gồm mahō shōjo, harem, thể thao, võ thuật, chuyển thể văn học, Trung Cổ học và chiến tranh.

## Công nghiệp anime

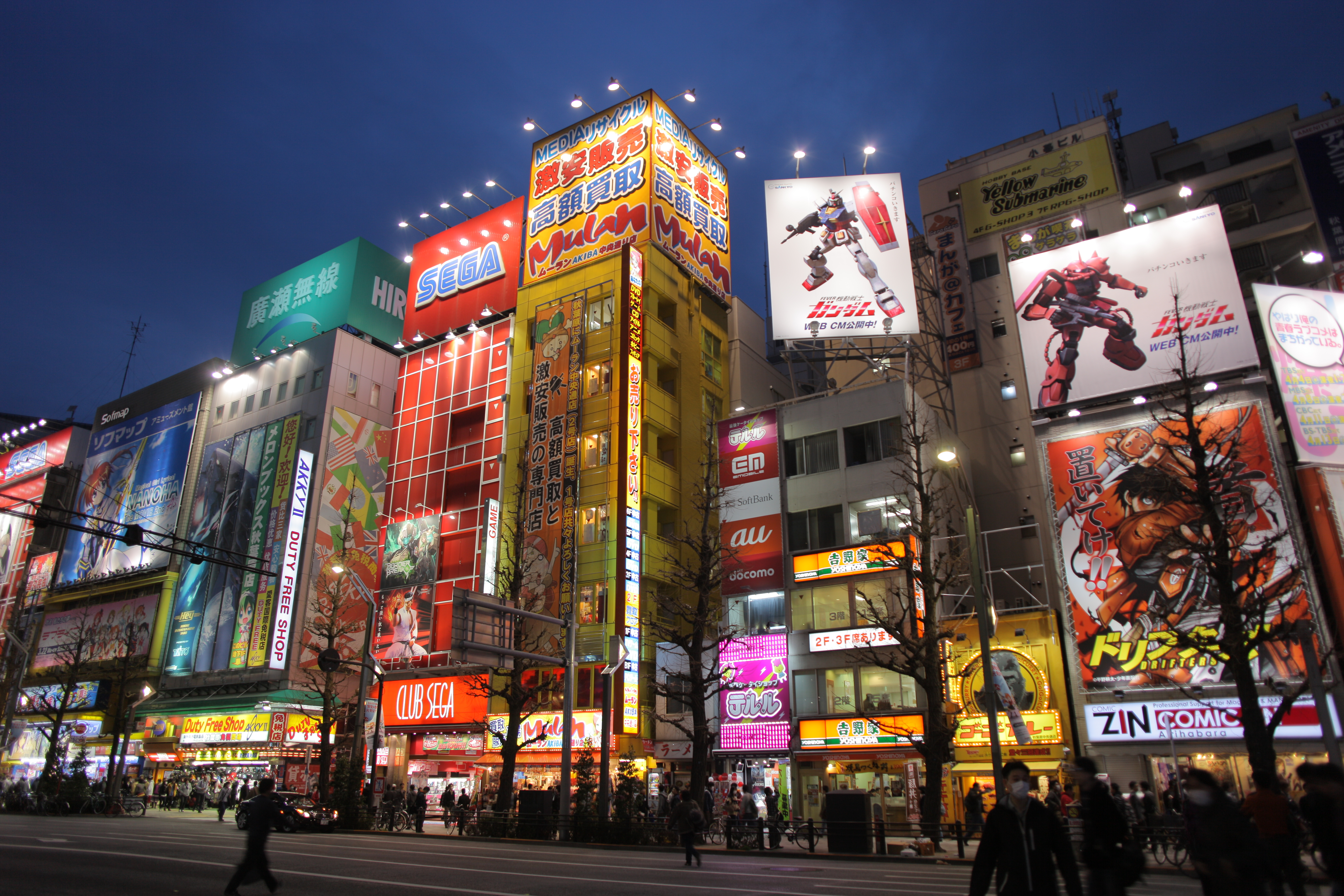
Quận Akihabara ở Tokyo rất nổi tiếng với người hâm mộ anime và manga cũng như tiểu văn hóa otaku tại Nhật Bản.

Năm 2004, ngành công nghiệp anime có khoảng 440 công ty sản xuất với một số xưởng phim lớn (Toei Animation, Gainax, Madhouse, Gonzo, Sunrise, Bones, TMS Entertainment, Nippon Animation, P.A.Works, Studio Pierrot, Studio Ghibli), khoảng 70% xưởng phim nhỏ với 30 nhân viên hoặc ít hơn. Năm 2015, Nhật Bản có khoảng 622 công ty chế tác anime với khoảng 50.000 người làm việc, 542 công ty có trụ sở tại Tokyo chiếm 87,1% tổng số công ty anime Nhật Bản. Nhiều xưởng phim thuộc hiệp hội thương mại Hiệp hội Hoạt hình Nhật Bản, những người hoạt động trong ngành thuộc nghiệp đoàn Hiệp hội Tác giả hoạt hình Nhật Bản. Các xưởng phim cũng thường hợp tác cùng nhau để sản xuất các dự án phức tạp và tốn kém hơn, giống như cách thực hiện Sen và Chihiro ở thế giới thần bí của Studio Ghibli. Một tập anime có thể cần chi phí từ khoảng 100.000 US$ - 300.000 US$ để chế tác. Sự phổ biến và thành công của anime được nhận thấy qua lợi nhuận của thị trường DVD với đóng góp gần 70% doanh thu. Theo báo cáo năm 2016 của Nihon Keizai Shimbun, các đài truyền hình Nhật Bản đã mua cấp phép anime hơn 60 tỷ JP¥ từ các công ty sản xuất 'trong vài năm qua', so với dưới 20 tỷ JP¥ từ nước ngoài. Sự gia tăng mạnh mẽ trong việc bán các phim cho nhiều đài truyền hình ở Nhật Bản đến từ anime đêm khuya với khán thính giả mục tiêu là đối tượng trưởng thành, mang lại nhiều lợi nhuận 'hơn một sản phẩm ngách' ở nước ngoài. Pokémon cuối thập niên 1990 đã xóa bỏ khái niệm "thị trường Nhật Bản quan trọng nhất, thị trường ngách ở nước ngoài". Mặc dù anime chiếu rạp thành công trong nhiều năm (Ghost in the Shell, các phim của Miyazaki Hayao), nhưng anime truyền hình nội địa vẫn đóng vai trò trụ cột ngành công nghiệp với doanh thu hàng năm hơn 5 tỷ US$ và gấp 10 lần doanh thu chiếu rạp. Anime thị trường nước ngoài dần phát triển từ thị trường ngách thành thị trường đại chúng, trở thành một thị phần trong công nghiệp cấp phép. Năm 2016, xếp hạng cấp phép Toei Animation thứ 26 thế giới với doanh thu bán lẻ 2,6 tỷ US$, Viz Media xếp hạng 150 thế giới với doanh thu bán lẻ 60 triệu US$. Sen và Chihiro ở thế giới thần bí (năm 2001) là phim có doanh thu cao nhất tại Nhật Bản, và xếp thứ hai trong danh sách anime có doanh thu cao nhất toàn cầu sau Your Name – Tên cậu là gì?. Anime hiện diện phần lớn trong danh sách các phim Nhật Bản có doanh thu cao nhất hàng năm, chiếm sáu vị trí trong nhóm 10 phim doanh thu cao nhất năm 2014 cũng như năm 2015 và năm 2016.

### Giải thưởng
Công nghiệp anime có nhiều giải thưởng thường niên nhằm vinh danh các bộ phim tốt nhất của năm. Các anime điện ảnh cũng được nhận đề cử và chiến thắng trong các giải thưởng không dành riêng cho anime như giải Oscar cho phim hoạt hình hay nhất, giải thưởng Gấu Vàng.
| Nhật Bản | Quốc tế |
| --- | --- |
| - Giải Ōfuji Noburō - Giải phim Mainichi cho Phim hoạt hình Xuất sắc - Animation Kobe - Liên hoan Nghệ thuật truyền thông Nhật Bản - Giải Anime Tokyo - Giải Viện Hàn lâm Nhật Bản cho Hoạt hình của năm - Liên hoan phim hoạt hình quốc tế Hiroshima | - Hoa Kỳ - Anime ICv2.com - American Anime Awards (được tổ chức một lần duy nhất vào năm 2006) - Giải Oscar cho phim hoạt hình hay nhất - Đức - Gấu Vàng - Pháp - Liên hoan phim hoạt hình quốc tế Annecy - Canada - Liên hoan phim hoạt hình quốc tế Ottawa - Croatia - Animafest Zagreb |

## Phát sóng

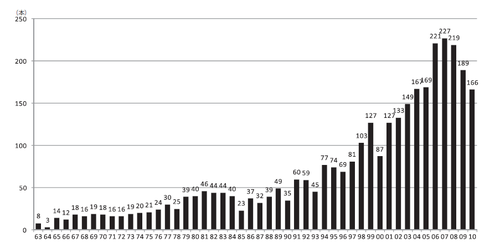
Số lượng anime được phát sóng trên truyền hình tại Nhật Bản, giai đoạn 1963-2010.

Anime truyền hình thường được sản xuất theo bốn mùa phim trong một năm:
- Anime mùa xuân: được phát sóng từ khoảng tháng 4 đến tháng 6.
- Anime mùa hạ: được phát sóng từ khoảng tháng 7 đến tháng 9.
- Anime mùa thu: được phát sóng từ khoảng tháng 10 đến tháng 12.
- Anime mùa đông: được phát sóng từ khoảng tháng 1 đến tháng 3.

Mỗi anime truyền hình phát sóng trong một mùa thường gồm 10-13 tập, có những anime chiếu cả hai mùa (khoảng từ 22-26 tập) hoặc phát sóng trong nhiều năm như One Piece, Naruto.
| Thời lượng anime phát sóng trên truyền hình ở Nhật Bản, tính theo giờ. | Thời lượng anime phát sóng trên truyền hình ở Nhật Bản, tính theo giờ. | Thời lượng anime phát sóng trên truyền hình ở Nhật Bản, tính theo giờ. | Thời lượng anime phát sóng trên truyền hình ở Nhật Bản, tính theo giờ. | Thời lượng anime phát sóng trên truyền hình ở Nhật Bản, tính theo giờ. |
| Năm                                                                    | Buổi sáng (5 giờ sáng - trưa)                                          | Buổi chiều (trưa - 6 giờ chiều)                                        | Buổi tối (6 giờ chiều - đóng cửa)                                      | Tổng số                                                                |
| ---------------------------------------------------------------------- | ---------------------------------------------------------------------- | ---------------------------------------------------------------------- | ---------------------------------------------------------------------- | ---------------------------------------------------------------------- |
| 1996                                                                   | 643                                                                    | 850                                                                    | 1.090                                                                  | 2.583                                                                  |
| 1997                                                                   | 667                                                                    | 660                                                                    | 1.261                                                                  | 2.588                                                                  |
| 1998                                                                   | 673                                                                    | 452                                                                    | 1.406                                                                  | 2.531                                                                  |
| 1999                                                                   | 906                                                                    | 393                                                                    | 1.254                                                                  | 2.553                                                                  |
| 2000                                                                   | 724                                                                    | 271                                                                    | 1.291                                                                  | 2.286                                                                  |

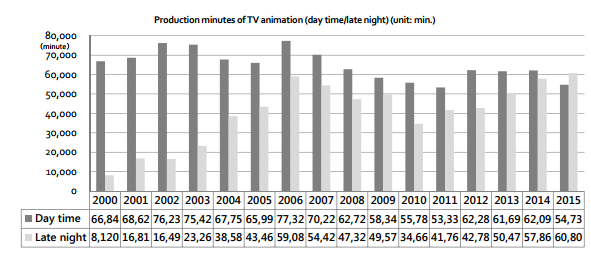
Thời lượng anime "ban ngày" và anime "đêm khuya" tại Nhật Bản, giai đoạn 2000-2015, tính theo phút.

Một số anime được phát sóng trên đài truyền hình tại Nhật Bản vào giờ vàng từ 19 giờ đến 22 giờ (Pokémon, Naruto, Doraemon), phần lớn "shinya anime" (anime đêm khuya) được chiếu vào khoảng từ 23 giờ đến 4 giờ sáng trên các đài truyền hình như TV Tokyo hay TBS nên khán giả phải thức khuya để xem hoặc thu hình lại. Anime đêm khuya thường hướng đến khán giả chuyên biệt; ví dụ Shin Seiki Evangelion mang cảm giác xa lạ khi chiếu vào khung giờ khán giả đại chúng nhưng lại thành công khi đài truyền hình phát sóng vào đêm khuya. Khán giả có thể không xem được anime do một số đài truyền hình độc lập không có mạng lưới toàn quốc như Tokyo MX, hoặc có thể chênh lệch ngày phát sóng giữa các vùng ở Nhật Bản trên sóng quốc gia. Nếu bỏ lỡ thời gian phát sóng tập phim truyền hình, khán giả Nhật Bản phải chờ đến ngày phát hành đĩa phim nhiều tháng. Phần lớn 'anime mùa mới' không phát sóng bên ngoài mạng truyền hình Tokyo, khán giả Nhật Bản phải kết hợp dịch vụ stream và truyền hình cáp để theo kịp; một số tựa 'anime mùa mới' được chiếu miễn phí vào những khung giờ vô lý. Nửa cuối thập niên 1990, thị phần anime đêm khuya mở rộng trên các đài truyền hình, truyền hình băng tần UHF và truyền hình vệ tinh. Hiệp hội Hoạt hình Nhật Bản (AJA) báo cáo thị trường truyền hình thay đổi với anime đêm khuya vượt số lượng anime phát sóng ban ngày vào năm 2015; xu hướng đó tiếp tục vào năm 2016. Sản xuất, phân phối và buôn bán anime tại Nhật Bản gồm một số công ty lớn như TV Asahi, Fuji TV, Bandai Namco Entertainment, Sony Pictures, Toei Animation, Animate. Phân phối anime tại Nhật Bản qua mạng lưới đài truyền hình, dịch vụ stream (AbemaTV, Niconico, Bandai Channel, GYAO!, DoCoMo anime store, DMM.com, dTV, J:COM On Demand, Hikari TV, VideoMarket, Rakuten TV, U-NEXT, DAZN, Tver của NTT DoCoMo, Hulu, Prime Video, Netflix, Google Play), truyền hình cáp (Animax, AT-X, BS11) kết hợp với sự kiện chiếu anime truyền hình mùa mới trên màn hình lớn.

## Phân phối
Đầu thập niên 1970 đến thập niên 1980, nhiều phim hoạt hình hợp tác sản xuất châu Âu-Nhật Bản xuất hiện. Thập niên 1980, các kênh truyền hình quốc gia ở châu Âu được tư nhân hóa cùng với truyền hình cáp và truyền hình vệ tinh cạnh tranh phân phối phim truyền hình Hoa Kỳ cũng như anime, một thế hệ người hâm mộ tại châu Âu đã thúc đẩy các sự kiện văn hóa đại chúng Nhật Bản trên khắp lục địa. Tháng 1 năm 2009, TV Tokyo hợp tác cùng Crunchyroll nhằm trình chiếu anime trực tuyến đồng bộ thời gian phát sóng với Nhật Bản. Theo báo cáo của GEM Partners, quy mô thị trường phim trực tuyến theo yêu cầu tại Nhật Bản đạt 183 tỷ JP¥ (1,7 tỷ US$) năm 2018 và tăng 12,2% so với năm 2017, dự đoán tăng lên 255 tỷ JP¥ (2,4 tỷ US$) vào năm 2022. Theo báo cáo từ Hiệp hội Nội dung số Nhật Bản, quy mô thị trường phân phối video trực tuyến năm 2018 tại Nhật Bản đạt 220 tỷ JP¥ và tăng 19% so với 185 tỷ JP¥ năm 2017, đự đoán đạt 295 tỷ JP¥ năm 2023. Tháng 3 năm 2019, Bilibili tại Trung Quốc và Funimation tại Bắc Mỹ hợp tác mua bản quyền anime và mở rộng thị trường.

### Châu Á
Hoạt hình Nhật Bản rất phổ biến ở Hồng Kông, Đài Loan, Hàn Quốc, Trung Quốc và Đông Nam Á; ví dụ như loạt phim dài tập dành cho trẻ em là Doraemon đã có thành công lớn tại Thái Lan và Philippines trong thập niên 1990, cũng như Pokémon sau này. Theo dữ liệu hội thảo TIFFCOM năm 2017, thị trường anime tại châu Á năm 2011 đạt 1,2 tỷ US$ và tăng trưởng đạt 2,7 tỷ US$ năm 2016. Fuji TV hợp tác với AEON phân phối anime tại Trung Quốc và Đông Nam Á từ năm 2019, nghiên cứu của PricewaterhouseCoopers ước tính quy mô thị trường nội dung khu vực (Trung Quốc, Đông Nam Á) đạt 426,8 tỷ US$ năm 2018 và dự đoán tăng lên 30% thành 549,1 tỷ US$ vào năm 2022.

### Châu Âu
Anime tại châu Âu phát triển mạnh mẽ trên sóng truyền hình; các quốc gia như Tây Ban Nha, Ý, Pháp trong thập niên 1970 và thập niên 1980 đã nhận một 'cuộc xâm lược hòa bình'. Thập niên 1960, Hakujaden đã được chiếu rạp tại Pháp. Giai đoạn 1971-2009, anime chiếm 66% với 318 trong tổng số 484 phim Nhật Bản nhập khẩu đã chiếu trên truyền hình Pháp. Vương quốc Liên hiệp Anh và Bắc Ireland gần như không phát sóng anime trên truyền hình, nhưng khi thị trường băng đĩa tại gia được hợp nhất từ cuối thập niên 1980 với kỷ lục doanh thu băng đĩa VHS của Akira và Manga Entertainment thành lập năm 1991 thì thực tế này đã thay đổi; khác với Ý và Pháp khi anime tại Vương quốc Liên hiệp Anh và Bắc Ireland chỉ phổ biến vào nửa cuối thập niên 1990.

### Hoa Kỳ
Hoa Kỳ nhập khẩu ba anime chiếu rạp của Toei Animation vào năm 1961 (Shōnen Sarutobi Sasuke, Hakujaden, Saiyūki) nhưng không thành công về thương mại sau đó anime truyền hình đầu tiên Astro Boy phát sóng trên NBC vào năm 1963-1964 gần như đồng thời với Nhật Bản. Cuối thập niên 1960 đến thập niên 1970, Hoa Kỳ nhập khẩu Mach GoGoGo, Sư tử trắng Kimba, Gatchaman, Uchū Senkan Yamato. Thời đại hoàng kim thập niên 1980 với các loạt phim kinh điển phát sóng trên nhiều kênh truyền hình khác nhau, mặc dù thường xuyên bị biên tập lại hội thoại và cốt truyện theo thị hiếu công chúng Bắc Mỹ trong các loạt phim ghép nối nổi bật như Force Five, Voltron, Robotech. Loạt phim dài tập Force Five được hợp nhất từ năm anime riêng biệt (Daiku Maryu Gaiking, Wakusei Robo Danguard Ace, Starzinger SF Saiyuki, Getter Robo G, UFO Robot Grendizer) thành 130 tập (mỗi anime bị rút gọn còn 26 tập). Loạt phim Voltron được hợp nhất từ hai anime nguyên tác (Hyakujū ō Golion, Kikō kantai Dairugger XV); Robotech được hợp nhất từ ba anime (Chōjikū yōsai Macross, Kiko soseiki Mospeada, Chōjikū kidan Southern Cross) thành 85 tập. Khi Nhật Bản trở thành nền kinh tế lớn thứ hai thế giới trong thập niên 1980, các lớp học tiếng Nhật xuất hiện ở phương Tây và anime/manga thời điểm đó đóng vai trò như công cụ giáo dục. Thập niên 1990 phát sóng lại phim từ thập niên 1960-1980 trên truyền hình (Mach GoGoGo trên MTV, Voltron trên Toonami, Ginga Tetsudō 999 trên Syfy) và nhập khẩu phim mới tác động đến văn hóa đại chúng Hoa Kỳ (Dragon Ball, Thủy thủ Mặt Trăng, Tenchi Muyō!, Mobile Suit Gundam Wing). Năm 1998, Nintendo phát hành Pokémon và trở thành hiện tượng văn hóa đại chúng tại Hoa Kỳ. Các công ty phân phối băng đĩa tại gia xuất hiện trong thập niên 1990 như AnimEigo, U.S. Renditions, Central Park Media, Manga Entertainment, A.D. Vision, Media Blasters, Viz Media, Urban Vision, Right Stuf Inc. Sau thành công của Akira tại rạp chiếu thập niên 1990, sự chú ý đến anime gia tăng qua phân phối truyền hình và băng đĩa tại gia, đến mức trong mười năm qua anime tại Hoa Kỳ đã phát triển bùng nổ. Sự thành công vang dội của Gundam và Pókemon, cùng việc Ghost in the Shell đứng đầu bảng xếp hạng Billboard năm 1998 hay sự phổ biến ngày càng tăng các phim Ghibli đã biến Hoa Kỳ thành thị trường anime lớn thứ hai sau Nhật Bản với 38 loạt phim phát sóng cùng 500 băng đĩa đã phát hành năm 2007 và giá trị công nghiệp băng đĩa tại gia ước tính đạt 400 triệu US$ năm 2006 ngay cả khi bị giảm. Từ năm 2000 đến năm 2008, công nghiệp anime tại Hoa Kỳ bị các công ty Mỹ khai thác cấp phép bản quyền nhiều nhất có thể. Các phim chưa bị biên tập phổ biến qua băng đĩa tại gia, hoặc chiếu vào buổi tối trên các đài truyền hình Cartoon Network, Syfy, Toonami, Adult Swim với đối tượng trưởng thành như Cowboy Bebop, Outlaw Star, Gundam, Hành trình U Linh Giới, Rurouni Kenshin, Đại chiến Titan, Kiseijū, Afro Samurai, Death Note. Space Dandy, Ghost in the Shell: Stand Alone Complex và mùa hai The Big O được đồng tài trợ từ nguồn quỹ Hoa Kỳ. Các dịch vụ stream như Hulu, Netflix, Prime Video, Crunchyroll, Funimation liên kết sản xuất và phân phối trực tuyến với các xưởng phim hoạt hình Nhật Bản. Tháng 12 năm 2018, Funimation kết thúc hợp tác với Crunchyroll, Funimation ký hết hợp tác với Hulu. Tháng 3 năm 2019, Crunchyroll chia sẻ cấp phép phát sóng anime trên truyền hình Toonami của Adult Swim vào tối thứ bảy.

### Mỹ Latinh
Anime bắt đầu được phân phối ở Mỹ Latinh trong thập niên 1970 tại México, Peru, Chile, Argentina, Brasil, Costa Rica, Panama, Colombia (Heidi, Cô bé đến từ vùng núi Alps, Ribon no Kishi, Mach GoGoGo, Candy Candy). Thập niên 1980, phân phối anime mở rộng sang Venezuela, Guatemala, Cộng hòa Dominica, Colombia, Puerto Rico với mecha (Mazinger Z, Robotech, UFO Robot Grendizer, Voltron) và phim chuyển thể (Remi, Sư tử trắng Kimba, Mitsubachi Māya no Bōken). Thập niên 1990, anime bùng nổ tại Mỹ Latinh khi phát sóng liên tục các loạt phim Saint Seiya, Ranma ½, Tsubasa Giấc mơ sân cỏ, Thủy thủ Mặt Trăng, Dragon ball, Slam Dunk, Pokémon. Thập niên 2000, anime hiện diện liên tục theo thời gian trên các đài truyền hình quốc gia Mỹ La tinh, truyền hình cáp, truyền hình vệ tinh (Locomotion, Animax, Cartoon Network, Magic Kids, Fox Kids, ETC) với các phim như Cardcaptor Sakura, InuYasha, Giả kim thuật sư, Shin Seiki Evangelion, Naruto. Phân phối các tựa anime mới trên truyền hình Mỹ Latinh giảm từ năm 2006 (Toonami của Cartoon Network dừng năm 2007, Animax dừng năm 2011, ZAZ dừng năm 2012, Cloverway Inc. giải thể năm 2007), phân phối trực tuyến gia tăng (Netflix, Crunchyroll). México phát sóng Astroboy trên Canal 5 thuộc Televisa vào năm 1974, TV Azteca và Televisa phát sóng anime trong thập niên 1970 (Heidi, Cô bé đến từ vùng núi Alps, Ribon no Kishi, Mach GoGoGo, Candy Candy). Sự ảnh hưởng của anime tại México thập niên 1980 nhờ thị trường mô hình nhân vật anime phát triển (Ultraman, Robotech, Mazinger Z) và nhiều đức tính của Nhật Bản được tìm thấy trong anime. México thập niên 1990 xuất hiện các fanzine, buôn bán vật phẩm hình thành; fanzine đầu tiên tại México là 'Figuras en Movimiento' năm 1992, sau đó phân tách thành Animanga và Domo vào năm 1994. Anime bùng nổ tại México trong thập niên 1990: Thủy thủ Mặt Trăng thúc đẩy chủ nghĩa nữ quyền cho phụ nữ México thập niên 1990 và khám phá người đồng tính nữ, Tsubasa Giấc mơ sân cỏ, Saint Seiya, Dragon ball. Crunchyroll phát trực tuyến tại Brasil vào năm 2012 và hợp tác với Rede Brasil phát sóng anime trên truyền hình vào năm 2018.

### Úc và New Zealand
Úc bắt đầu nhập khẩu anime từ thập niên 1960 với Astro Boy và Sư tử trắng Kimba, người Úc ấn tượng mạnh mẽ về sự khác biệt giữa anime với hoạt hình Hoa Kỳ. Anime bùng nổ tại Úc vào cuối thập niên 1980-1990 với sự thành công lớn trong doanh thu chiếu rạp (Akira, Ghost in the Shell) và sự phổ biến trên truyền hình (Pókemon, Shin Seiki Evangelion, Ranma ½, Thủy thủ Mặt Trăng), dần được người hâm mộ tại Úc gắn kết với biểu hiện của 'châu Á mới' và 'nữ quyền châu Á mới'. Úc và New Zealand từ thập niên 1990 đã trở thành nhà nhập khẩu lớn của hoạt hình Nhật Bản với các hoạt động phát hành đĩa phim tại gia của Madman Entertainment và kênh Animax dành cho điện thoại di động.

### Châu Phi
Đầu thập niên 1980, Ai Cập bắt đầu nhập khẩu mecha tác động đến văn hóa đại chúng (Astroganga, UFO Robot Grendizer, Mazinger Z, Tsubasa Giấc mơ sân cỏ). Heidi, Cô bé đến từ vùng núi Alps trở thành hiện tượng văn hóa đại chúng với nhiều thế hệ tại Nam Phi năm 1979, giai đoạn phân biệt chủng tộc apartheid và quy định thời gian phát sóng tiếng Anh và Afrikaans bằng nhau; phiên bản Heidi, Cô bé đến từ vùng núi Alps lồng tiếng Afrikaans như một biểu tượng gợi nhắc xung đột người Afrikaner-châu Âu và quan niệm người Afrikaner tại Nam Phi ngang hàng với Đức Quốc Xã. Thập niên 1980 và thập niên 1990, thời đại hoàng kim của anime tại Maroc với Taigā Masuku, Tsubasa Giấc mơ sân cỏ, Fushigi no Umi no Nadia, Voltron, UFO Robot Grendizer, Nhóc Maruko, Purinsesu Sēra. Hoạt hình Nhật Bản tiến vào thị trường châu Phi từ năm 2000, truyền hình Nam Phi bắt đầu nhập khẩu một số phim hướng đến trẻ em (Dragonball Z, Naruto, Pokémon). Năm 2007, Sony ra mắt kênh truyền hình vệ tinh Animax tại một số quốc gia châu Phi như Nam Phi, Namibia, Kenya, Botswana, Zambia, Mozambique, Lesotho, Zimbabwe.

## Toàn cầu hóa
Anime đã thu được lợi nhuận thương mại tại phương Tây, được chứng minh bằng thành công thương mại rất sớm của các phim chuyển thể anime tại phương Tây như Astro Boy và Mach GoGoGo. Các phim chuyển thể anime tại Hoa Kỳ trong thập niên 1960 giúp Nhật Bản mở rộng vào sâu bên trong thị trường châu Âu lục địa; đầu tiên với các sản phẩm hướng đến đối tượng trẻ em tại châu Âu và Nhật Bản như Heidi, Cô bé đến từ vùng núi Alps, Vicky the Vicking hay Barbapapa được phát sóng tại nhiều quốc gia. Đặc biệt Ý, Tây Ban Nha và Pháp gia tăng một sự quan tâm với xuất khẩu anime của Nhật Bản, do giá bán rẻ và số lượng sản xuất lớn. Ý nhập khẩu nhiều anime nhất tại thị trường bên ngoài Nhật Bản. Việc nhập khẩu số lượng lớn đã tạo ảnh hưởng văn hóa đại chúng anime tại thị trường Nam Mỹ, thế giới Ả Rập, Đức và Vương quốc Liên hiệp Anh và Bắc Irelannd.
Từ năm 1980 đã chứng kiến các loạt anime dài tập Nhật Bản tiến sâu vào văn hóa người Mỹ. Thập niên 1990, hoạt hình Nhật Bản dần dần đạt được tính phổ biến đại chúng tại Hoa Kỳ. Nhiều công ty truyền thông như Viz Media hay Mixx Entertainment bắt đầu xuất bản và phát hành anime bên trong thị trường Hoa Kỳ. Phim Akira năm 1988 được công nhận có ảnh hưởng rất lớn tới đại chúng hóa anime tại thế giới phương Tây trong đầu thập niên 1990, trước khi anime được phổ biến văn hóa đại chúng hơn qua các loạt phim như Pokémon, Dragon Ball và Ghost in the Shell cuối thập niên 1990. Sự phát triển của Internet cung cấp cho khán giả phương Tây một cách thức truy cập dễ dàng hơn tới nội dung Nhật Bản. Điều này càng đặc biệt khi có các dịch vụ trực tuyến như Netflix và Crunchyroll. Như kết quả tất yếu, nhiều sự quan tâm xoay quanh Nhật Bản đã tăng lên. Anime được coi như phương tiện quảng bá văn hóa Nhật Bản trong chính sách Cool Japan của chính phủ Nhật Bản với thế giới, đóng vai trò ngoại giao công chúng và ngoại giao văn hóa của Nhật Bản.

### Phản ứng của người hâm mộ

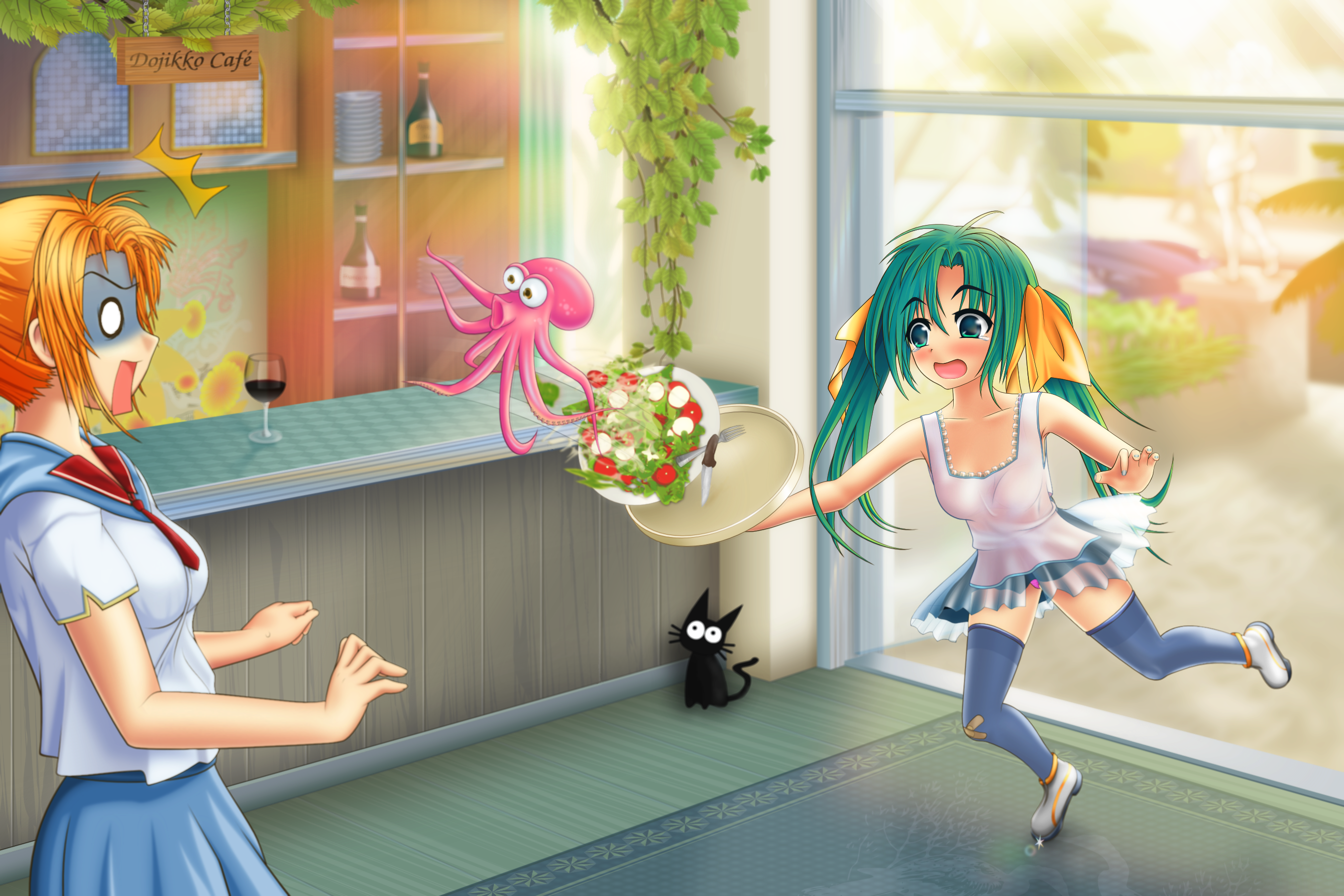
Một fanart do người hâm mộ anime vẽ.

Các câu lạc bộ anime phát triển thành các hội chợ anime trong thập niên 1990 với tên gọi "anime boom", một giai đoạn đánh dấu sự gia tăng văn hóa đại chúng của anime. Những hội chợ này được dành riêng cho anime, manga và bao gồm các yếu tố như thi cosplay hay những khách mời từ công nghiệp anime. Cosplay là từ kết hợp giữa "costume play, hóa thân vào trang phục", không chỉ có duy nhất mỗi anime mà cosplay đã phổ biến trong các cuộc thi và dạ hội giả trang tại nhiều hội chợ anime. Ngôn ngữ và văn hóa Nhật Bản đã đi sâu vào cách dùng tiếng Anh qua truyền thông đại chúng, bao gồm otaku - một thuật ngữ tiếng Nhật không tốt và thường được sử dụng trong tiếng Anh để chỉ một người hâm mộ manga và anime. Một từ khác xuất hiện để miêu tả những người hâm mộ tại Hoa Kỳ là wapanese, nghĩa là những người da trắng mong muốn là người Nhật; hoặc sau này được biết như weeaboo để chỉ những người thể hiện một sự quan tâm mạnh mẽ trong tiểu văn hóa anime Nhật Bản, thuật ngữ này được bắt nguồn từ nội dung sỉ nhục trong các bài viết được đăng trên bảng tin công khai từ 4chan. Trong tiếng Tây Ban Nha từ thập niên 2010, gafotaku miêu tả nhóm người hâm mộ không theo thị hiếu đại chúng và hứng thú với các tác phẩm chất lượng. Tiểu văn hóa ACG (đôi khi gọi 'dongman zu' hoặc 'harizu') hình thành tại Trung Quốc vào thập niên 1980, tại Đài Loan sau giải trừ luật giới nghiêm năm 1987 và bùng nổ mạnh mẽ khi dỡ bỏ hạn chế nhập khẩu nội dung Nhật Bản vào năm 1994, tại Hồng Kông từ thập niên 1990. Những người hâm mộ thường tạo ra fan fiction và fan art, bao gồm bản vẽ đồ họa máy tính và video âm nhạc anime; ô tô itasha hoặc chế biến lại các công thức ẩm thực trong anime. Kể từ thập niên 2010, nhiều người hâm mộ sử dụng diễn đàn trực tuyến hay cơ sở dữ liệu như MyAnimeList để thảo luận anime và đánh dấu tiến trình xem phim của riêng họ. Cộng đồng người hâm mộ thường sử dụng thuật ngữ riêng, tên sách tranh hoặc tựa hoạt hình ưa thích, các bài luận hoặc phê bình điện ảnh phổ biến, sự hiểu biết tiểu văn hóa độc đáo này khiến người bên ngoài mang cảm giác của người mù chữ. 'Niềm vui anime' của người hâm mộ thường liên quan đến phá vỡ giới hạn chủ đề tính dục và niềm vui đối kháng từ văn hóa giới trẻ nhằm trải nghiệm sự tự do tạm thời, trốn tránh tạm thời các quy phạm xã hội. Anime ảnh hưởng mạnh mẽ bởi "sự sụp đổ các siêu tự sự và những lời hứa xã hội hiện đại, xã hội đã bị bỏ lại một khoảng trống giá trị"; anime lấp khoảng trống đó "để trấn an những người trẻ bị cô lập ngày nay, cung cấp một nơi ẩn náu cho chủ nghĩa hư vô và chủ nghĩa yếm thế hậu hiện đại". Tiếp cận sakuga qua các họa sĩ diễn hoạt khung chính, người hâm mộ tìm kiếm những phân đoạn hoạt họa tuyệt vời hơn là coi anime như một diễn giải về Nhật Bản (hoặc xã hội Nhật Bản), thừa nhận tính xuyên quốc gia của những người hoạt động trong công nghiệp anime.
Fansub hình thành tại Hoa Kỳ vào thập niên 1980, chia sẻ phim qua thư điện tử và câu lạc bộ anime vào thập niên 1990; sau đó bùng nổ tải xuống từ website, mạng ngang hàng và IRC khi băng thông rộng xuất hiện. Các nội dung chia sẻ thường được thu lại từ truyền hình Nhật Bản hoặc từ đĩa phim Blu-ray hoặc từ dịch vụ stream bản quyền; sau đó đính kèm phụ đề vào phim và tải lên internet qua mạng ngang hàng. Nhiều người hâm mộ chọn bản sao từ fansub và không mua đĩa phim từ các nhà phân phối dù biết vi phạm bản quyền do chi phí băng đĩa tại gia, giá cước vận chuyển quốc tế, tựa anime chưa được cấp phép, yếu tố bản dịch chính xác. Sản phẩm của fansub và tác phẩm nguyên tác là quan hệ hàng hóa bổ sung: sản phẩm của fansub giúp phổ biến tác phẩm nguyên tác và cạnh tranh với tác phẩm nguyên tác. Nhiều người hâm mộ từ fansub đã trở thành dịch giả tại các hãng phân phối anime. Khảo sát năm 2005 của Thời báo Hoàn Cầu và Sina với 8.782 người Trung Quốc sinh sau thập niên 1980 quan tâm đến Nhật Bản, 82,81% tiếp xúc hàng ngày với anime và manga. Theo thống kê của iResearch Consulting Group từ 33.000 người tại Trung Quốc năm 2016, 82% thường xuyên xem anime. Khảo sát năm 2015 từ 339 người hâm mộ tại Nhật Bản của Mynavi cho rằng anime truyền cảm hứng nghề nghiệp và để lại ấn tượng tích cực lâu dài, nhưng cũng có thể khiến cuộc sống một số tệ đi. Tháng 3 năm 2019, Crunchyroll trình chiếu loạt phim tài liệu "Fan Chronicles [Biên niên sử người hâm mộ]" nói về cuộc sống của những người hâm mộ tiêu biểu được truyền cảm hứng từ anime.

### Hành hương anime
Đầu thập niên 1990, người hâm mộ Nhật Bản và du khách nước ngoài du lịch văn hóa đại chúng đến các địa điểm được hoạt hình Nhật Bản lấy bối cảnh. Xu hướng hành hương anime seichi junrei (聖地巡礼 seichi junrei, hành hương thánh địa) thập niên 2000 được cho là bắt đầu từ phim Onegai ☆ Teacher (dựa trên bối cảnh khu dân cư tại thành phố Hamamatsu thuộc tỉnh Shizuoka và nhiều người hâm mộ đã đến thăm địa điểm này, một đề nghị kiềm chế hành hương đã được đăng trên các tạp chí và fansite năm 2005), sau đó gia tăng với Lucky Star, Suzumiya Haruhi, K-On!, Kem đá, Love Live!, Your Name – Tên cậu là gì?. Hành hương anime hình thành do các xưởng phim hoạt hình Nhật Bản sử dụng hình ảnh kỹ thuật số các địa điểm thực tế cho hậu cảnh trong anime từ thập niên 2000. Những butaitanbou (舞台探訪 butaitanbou, săn bối cảnh) thường say mê tìm kiếm địa điểm thực tế và cố gắng xác định chính xác từng cảnh trong anime; việc tìm kiếm bối cảnh trong anime thường dựa vào các thảo luận blog cá nhân, bảng thông báo, dịch vụ mạng xã hội, bình luận trong đĩa Blu-ray, công cụ truy vấn dữ liệu. Cộng đồng butaitanbou (BTC) tăng từ sáu thành viên ban đầu lên tới vài trăm người trong 11 năm, tổ chức nhiều cuộc gặp mặt đều đặn và ghi nhận nỗ lực của thành viên bằng các giải thưởng. Người hâm mộ thường đăng các bài viết so sánh góc nhìn giống nhau giữa hình chụp màn hình anime và địa điểm bối cảnh thực tế; trong mỗi chuyến tham quan thường để lại lưu niệm như ema (Nhật: 絵馬 (hội mã)), ema có thể trở thành công cụ giao tiếp giữa các cá nhân với nhân vật anime và chính những người hành hương. Nhiều sự kiện truyền thống được tạo ra từ anime như "lễ hội Bonbori [lễ hội Đèn lồng giấy]" tại Yuwaku Onsen thuộc Kanazawa được tổ chức hàng năm dựa theo phim Hanasaku Iroha năm 2011, đạo diễn phim cho biết chính quyền thành phố đã đề nghị hãng phim tạo một lễ hội giả tưởng nhằm thúc đẩy kinh tế khu vực sau những thiệt hại từ đợt mưa vào năm 2008. Silver Spoon dựa theo bối cảnh đua ngựa Ban'ei và lịch sử nông nghiệp vùng Hokkaidō, được Bộ Nông nghiệp, Lâm nghiệp và Thủy sản trao tặng giải thưởng lớn tại 'Giải Nội dung Văn hóa Ẩm thực Nhật Bản', giúp thúc đẩy chiến lược 'Thung lũng ẩm thực Tokachi' từ năm 2011. Năm 2010, Cơ quan Xúc tiến Du lịch Nhật Bản (JNTO) đã xuất bản ấn phẩm 'hướng dẫn du lịch anime Nhật Bản' giới thiệu các địa điểm liên quan đến anime. Năm 2013, công ty DIP ra mắt ứng dụng "bản đồ hành hương" với 2.000 địa điểm bối cảnh, Sony ra mắt ứng dụng Butai Meguri hướng dẫn tham quan 70 địa điểm kết hợp thực tế tăng cường (AR) và hệ thống định vị toàn cầu (GPS). Tựa sách 'Anime Tanbou: Seichi Junrei Guide' [Du lịch anime: Hướng dẫn hành hương thánh địa] xuất bản năm 2014, sách tổng hợp các địa điểm tại Nhật Bản được minh họa trong 150 anime. Năm 2016, Hiệp hội Du lịch Anime thành lập dựa trên sự hợp tác của Kadokawa Dwango, JTB Corp, Japan Airlines, Tập đoàn Sân bay quốc tế Narita nhằm lựa chọn 88 địa điểm hành hương anime thông qua kết quả khảo sát từ người hâm mộ, 88 địa điểm hành hương anime được mô phỏng theo 88 ngôi đền trong hành hương Shikoku. Kết quả bầu chọn "88 địa điểm hành hương anime" năm 2017 từ Nhật Bản và 60% từ nước ngoài bị chỉ trích thiếu minh bạch, kết quả năm 2019 được bầu chọn từ 75% nước ngoài (Đài Loan, Trung Quốc, Hồng Kông, Hàn Quốc, Thái Lan). Tính đến năm 2019, Hiệp hội Du lịch Anime đã thành lập ba trung tâm thông tin tại Tokyo nhằm giới thiệu các địa điểm hành hương anime: tầng 88 Tòa nhà chính phủ Tokyo Metropolitan, cửa số 1 Sân bay quốc tế Narita, tầng hai tòa nhà Kadokawa Fujimi. Ngày 17 tháng 3 năm 2018, Kodokawa Shoten phát hành một sách hướng dẫn chính thức về 88 địa điểm hành hương anime của năm 2018. Du khách quốc tế hành hương văn hóa tới Nhật Bản phản ánh sự hình thành bản sắc xuyên quốc gia và giao thoa văn hóa, cho thấy du lịch quốc tế và bản sắc có liên quan chặt chẽ. Người hâm mộ liên tục đắm mình trong văn hóa đại chúng Nhật Bản, cảm giác quen thuộc với văn hóa Nhật Bản tạo nên mong muốn hoài niệm và thúc đẩy họ đi du lịch trải nghiệm Nhật Bản 'thực sự'. Địa điểm tham quan có thể được liên kết với văn hóa manga (Bảo tàng Ghibli, Comiket, Bảo tàng Manga quốc tế Kyoto), văn hóa giới trẻ (Akihabara, Harajuku, Shibuya) hoặc nơi người hâm mộ đã quen thuộc (tháp Tokyo, Đại học Tōkyō, Lumine).

### Tác động văn hóa
Truy cập và phân phối nội dung do người dùng tạo từ anime cùng với sự phát triển của web 2.0 đã hình thành văn hóa tham gia, trong đó việc lạm dụng phụ đề (chú thích văn hóa Nhật Bản hoặc lộng ngữ tiếng Nhật trong anime) của fansub và các hãng phân phối thương mại được miêu tả như "một sản phẩm mã hóa của một nền văn hóa được giải mã bởi một nền văn hóa rất khác biệt". Lạm dụng phụ đề được khuyến khích bởi công nghệ băng đĩa, xu hướng hãng phân phối phát hành thương mại đồng thời các phiên bản địa phương hóa và phiên bản nguyên tác tiếng Nhật, vai trò trung tâm của người hâm mộ trong nhu cầu tìm hiểu văn hóa Nhật Bản. Ngày 19 tháng 3 năm 2008, bộ trưởng Bộ ngoại giao Nhật Bản Kōmura Masahiko bổ nhiệm nhân vật Doraemon là đại sứ anime. Trong bối cảnh chính trị tương đối khép kín của Trung Quốc (hòa hợp xã hội và tuân theo chính quyền), giới trẻ Trung Quốc tiêu thụ các sản phẩm văn hóa Nhật Bản đã thúc đẩy sự hình thành các ý thức hệ và giá trị mới (tự do, công lý, du lịch Nhật Bản, học tiếng Nhật) nhưng vẫn giữ quan điểm dân tộc trong quan hệ Nhật Bản–Trung Quốc. Tiếng Trung Quốc có các từ mượn gốc tiếng Nhật bắt nguồn từ anime thông qua dịch vụ mạng xã hội dần trở nên phổ biến trên truyền hình, đài phát thanh, báo chí, các phương tiện truyền thông, đời sống hàng ngày; từ mượn tiếng Nhật giúp giới trẻ Trung Quốc thách thức truyền thống và làm nổi bật sự tồn tại của họ, xu hướng bắt kịp thị hiếu, đa dạng thẩm mỹ và giới tính. Địa phương hóa toàn cầu anime tại Trung Quốc thể hiện qua tạo hình châm biếm nhân hóa moe Nương Đập Lục (tiếng Trung: 绿坝娘; bính âm: lǜbàniáng) của người dùng internet đối với phần mềm kiểm soát nội dung internet trên máy tính Hộ tống Thanh niên Đập Lục (tiếng Trung: 绿坝·花季护航; bính âm: Lǜbà·Huājì Hùháng) năm 2009, giễu nhại bằng cách sử dụng văn hóa đại chúng Nhật Bản mà chính phủ Trung Quốc đang cố kiềm chế. Các trò chơi có chủ đề anime mới phát hành chiếm gần 40% doanh thu công nghiệp trò chơi Trung Quốc trong quý ba năm 2018. Dựa vào dữ liệu của Trung tâm khảo sát xã hội tổng hợp Nhật Bản (JGSS) giai đoạn 2000-2012 cho thấy xu hướng cha mẹ người Nhật nhiều khả năng xem anime cho dù không hứng thú khi họ có con dưới 12 tuổi. Cục giao thông thành phố Kyōto sử dụng hình ảnh linh vật anime trên hệ thống tàu điện ngầm Kyoto vào năm 2011 và mở rộng toàn bộ Nhật Bản vào năm 2013 nhằm tăng số lượng hành khách, một tiểu thuyết và một anime được truyền cảm hứng từ hình ảnh các linh vật. Toyo Suisan sử dụng mã âm thanh hướng dẫn nấu ăn được seiyū lồng tiếng theo phong cách anime in trên mặt sau gói ramen thô vào năm 2014 và năm 2015, doanh số bán ramen thô của Toyo Suisan năm 2015 tăng 7% so với cùng kỳ và trái ngược với mức giảm 7% của thị trường; Snow Brand Milk Products minh họa nhân vật anime lên gói cà phê Yukijirushi từ năm 2013 giúp chấm dứt suy giảm doanh số 3-4% mỗi năm trước khi chiến lược bắt đầu; Lotte xây dựng chiến lược "Gum Kare" với hình minh họa nhân vật anime trên kẹo cao su nhằm tìm kiếm ảnh hưởng trên truyền thông đại chúng. Nhiều công ty có xu hướng xúc tiến chiến lược truyền thông thương hiệu bằng các đoạn phim quảng cáo theo phong cách anime hoặc chọn linh vật nhân hóa moe phong cách anime như Microsoft (Aizawa Inori, Aizawa Hikaru). Ngày 4 tháng 5 năm 2018, Coca-Cola bán chai minh họa các nhân vật của anime 'Ohenro' tại Shikoku. Hoa hậu Hoàn vũ Nhật Bản Kato Yuumi tại Hoa hậu Hoàn vũ 2018 trình diễn trang phục dân tộc kunoichi  (Nhật: くノ一 (ninja nữ)) màu đỏ truyền thống và sau đó biến đổi thành nữ chiến binh Thủy thủ Mặt Trăng. Tháng 11 năm 2018 đến tháng 5 năm 2019, Bảo tàng Phong cách sống thời kỳ Chiêu Hòa tổ chức triển lãm mô phỏng lại lối sống và bối cảnh xã hội Nhật Bản trong Góc khuất của thế giới. Văn hóa kawaii (かわいい (dễ thương)) trong anime dẫn đến góc nhìn sai khác về nữ sinh Nhật Bản nhút nhát, ngây thơ, trẻ con trong văn hóa đại chúng phương Tây.

### Hoạt hình phong cách anime
Một trong những điểm chính làm anime khác biệt so với một số ít hoạt hình phương Tây là tiềm năng thể hiện nội dung cảm xúc. Một sự kỳ vọng các khía cạnh hấp dẫn thị giác hoặc hoạt họa chỉ dành cho trẻ em được đặt qua một bên, khán giả có thể nhận được các chủ đề bao gồm bạo lực, khổ sở, tính dục, đau đớn, cái chết có thể trở thành các yếu tố kể chuyện được dùng trong anime nhiều như các loại hình truyền thông khác. Tuy nhiên, khi chính việc anime trở lên ngày càng phổ biến, phong cách anime chắc chắn là chủ đề của các tác phẩm sáng tạo nghiêm túc và châm biếm. Các tập phim Chinpokomon và Good Times with Weapons của South Park, Perfect Hair Forever của Adult Swim, Kappa Mikey của Nickelodeon là những ví dụ miêu tả châm biếm trào phúng về văn hóa Nhật Bản và anime, nhưng các dụ pháp anime cũng bị châm biếm bởi một số anime như KonoSuba.
Truyền thống chỉ quan niệm các tác phẩm Nhật Bản mới được coi là anime, nhưng một vài tác phẩm đã làm dấy lên tranh luận về sự xóa nhòa ranh giới giữa anime và hoạt hình Hoa Kỳ, ví dụ như sản xuất theo phong cách anime người Mỹ là Avatar: The Last Airbender và The Boondocks. Các tác phẩm mang phong cách anime này dần được định nghĩa như hoạt hình chịu ảnh hưởng từ anime trong một nỗ lực phân loại tất cả phim phong cách anime mà không có nguồn gốc từ Nhật Bản. Một số tác giả của những tác phẩm tham chiếu đến anime như một nguồn cảm hứng, ví dụ như nhóm nhà làm phim người Pháp chuyển đến Tokyo để hợp tác với một nhóm nhà làm phim người Nhật nhằm thực hiện Ōban Star-Racers. Khi anime được định nghĩa như một 'phong cách' hơn là một sản phẩm quốc gia, mở ra khả năng anime sẽ được sản xuất tại các quốc gia khác. Định nghĩa anime như phong cách đã gây ra tranh luận giữa những người hâm mộ; Oppliger John cho rằng "Việc nhấn mạnh tham chiếu đến nghệ thuật gốc Hoa Kỳ giống như 'anime' hoặc 'manga' Nhật Bản cướp đi những tác phẩm mang bản sắc văn hóa của nó", ý kiến khác cho rằng anime là hoạt hình được sản xuất, trình chiếu và định hướng tới khán giả người Nhật.
Một bộ phim truyền hình hợp tác sản xuất giữa Philippines-U.A.E là Torkaizer, được lồng tiếng như 'anime đầu tiên của Trung Đông', hiện đang trong quá trình sản xuất và tìm kiếm nguồn tài trợ. Phim truyền hình hợp tác Philippines-Nhật Bản (TV Asahi thiết kế nhân vật và giám sát, Synergy88 viết kịch bản và chế tác) là Barangay 143 được coi như 'anime đầu tiên của Philippines' nhằm hướng đến thị trường Philippines. Netflix đã sản xuất nhiều anime truyền hình khi hợp tác với các xưởng phim hoạt hình Nhật Bản, do đó đang đưa ra một kênh phân phối nhiều tiếp cận hơn cho thị trường phương Tây.
Loạt phim RWBY phát hành trên website do công ty Rooster Teeth có trụ sở tại Texas sản xuất theo phong cách nghệ thuật anime và được miêu tả là 'anime' theo nhiều nguồn. Ví dụ trong tiêu đề ở một trong các bài báo của Adweek đã miêu tả loạt phim là "anime làm bởi người Mỹ", trong tiêu đề khác của HuffPost đã miêu tả loạt phim đơn giản là 'anime' mà không đề cập đến nguồn gốc quốc gia của loạt phim. Năm 2013, tác giả của RWBY là Monty Oum nói 'một số người chỉ tin rằng thứ giống Scotland cần được làm tại Scotland, một công ty Mỹ không thể làm anime. Tôi nghĩ rằng đó là một cách hẹp hòi để nhìn nó. Anime là một hình thức nghệ thuật, việc nói rằng chỉ duy nhất một quốc gia có thể làm được nghệ thuật này là sai lầm'. RWBY đã được phát hành tại Nhật Bản với một phiên bản lồng tiếng Nhật, tổng giám đốc điều hành công ty Rooster Teeth là Matt Hullum bình luận 'đây là lần đầu tiên bất kỳ anime làm bởi người Mỹ được bán ra tại Nhật Bản. Nó chắc chắn thường thực hiện theo cách thức khác xung quanh, chúng tôi thực sự hài lòng về điều đó'.

### Nhượng quyền truyền thông
Trong giải trí và văn hóa Nhật Bản, truyền thông hỗn hợp là một chiến lược phân tán nội dung qua nhiều đại diện: truyền thông phát sóng khác nhau, công nghệ trò chơi, điện thoại di động, đồ chơi, công viên giải trí và các cách thức khác. Đó là một thuật ngữ tiếng Nhật để chỉ một nhượng quyền đa truyền thông. Thuật ngữ này được lưu hành vào cuối thập niên 1980, nhưng khởi nguồn của chiến lược có thể được bắt nguồn từ thập niên 1960 với sự tăng trưởng nhanh của anime kết hợp của truyền thông cùng hàng hóa thường dùng.
Một số nhượng quyền truyền thông anime đạt được sự nổi tiếng toàn cầu đáng kể và thuộc danh sách nhượng quyền truyền thông có doanh thu cao nhất. Pokémon là nhượng quyền truyền thông có doanh thu cao nhất mọi thời đại, cao hơn Chiến tranh giữa các vì sao và vũ trụ điện ảnh Marvel. Các nhượng quyền truyền thông anime khác cũng thuộc nhóm 20 nhượng quyền truyền thông có doanh thu cao nhất toàn cầu bao gồm Hello Kitty, Gundam, Dragon Ball, trong nhóm 30 bao gồm Hokuto no Ken, Yu-Gi-Oh!, Shin Seiki Evangelion.

### Điện ảnh toàn cầu
Phong cách anime được sử dụng trong điện ảnh Hoa Kỳ như Kill Bill, The Animatrix. Ma trận được thừa nhận ảnh hưởng từ hoạt hình Nhật Bản Ninja Scroll và Akira, đặc biệt chịu ảnh hưởng mạnh mẽ từ Ghost in the Shell. Ghost in the Shell được thừa nhận tạo nguồn cảm hứng cho James Cameron trong Avatar; hoặc được tham chiếu trong A.I. Artificial Intelligence của Steven Spielberg và Surrogates của Jonathan Mostow. Perfect Blue của Kon Satoshi đã được thừa nhận ảnh hưởng đáng kể đến Aronofsky Darren (đạo diễn của Thiên nga đen và Nguyện cầu cho một giấc mơ); một số nhà phê bình điện ảnh và học giả đã tranh luận rằng Inception bị ảnh hưởng từ Paprika của Kon Satoshi bởi cốt truyện tương đồng, nhân vật tương đồng, các phân cảnh tương đồng. Stranger Things được thừa nhận chịu ảnh hưởng từ Akira và Elfen Lied. Một số phim chuyển thể từ anime của điện ảnh Hoa Kỳ trở thành bom xịt (như 7 viên ngọc rồng, Death Note, Vỏ bọc ma) trái ngược với những chuyển thể thành công (Vua tốc độ, Alita: Thiên thần chiến binh), nguyên nhân một phần bởi các nhà làm phim người Mỹ không thực sự hiểu đầy đủ những điều hấp dẫn của nguyên tác và phóng tác cốt truyện, khác biệt về thanh điệu và diễn xuất cường điệu của anime. Blade Runner năm 1982 của Ridley Scott được Anime News Network cho rằng có ảnh hưởng đến nhiều loạt phim anime như Baburugamu Kuraishisu, Tenkū no Esukafurōne, Ghost in the Shell, Ergo Proxy, Witchi Hantā Robin, các phim của Watanabe Shinichirō.